# 要聽神明的話
《要聽神明的話》（日语：神さまの言うとおり）是由金城宗幸擔任原作、藤村緋二作畫的死亡遊戲類的災難漫畫。第壹部從《別冊少年Magazine》2011年3月號，連載至2012年11月號。第貳部從《週刊少年Magazine》2013年7月號，連載至2017年4・5合併號。台灣則於《新少年快報》2013年23期起連載。第壹部曾於2014年拍攝真人版電影，由三池崇史執導、福士蒼汰主演。

## 故事簡介
要聽神明的話（第壹部）
高畑瞬是個平凡的高中生。一成不變的生活總是令他感到枯燥不堪。然而，他忽然被捲入大規模的死亡威脅之中。第一關是輕舉妄動便會爆頭身亡的「不倒翁跌倒了（一二三木頭人）」。在第二關中，則必須設法替一掌就能將人打成肉餅的巨大招財貓掛上鈴鐺。眼看著週遭的同學們陸續慘死在自己眼前，瞬除了鼓起勇氣與神祕的對手鬥智，還得注意危險的同校同學天谷武，並設法存活下去。然而，每通過一道關卡，矗立在眼前的，卻是另一道更加殘酷的考驗。
要聽神明的話（第貳部）
明石靖人與青山仙一曾是一同立志成為世界第一足球選手的好友，但在起了一場爭執後，二人的命運就此產生分歧──留在學校裡的青山面前，突然出現了不倒翁！另一方面，翹課的靖人在得知學校發生的慘案後大受動搖，而在當天晚上來迎接他前往神秘立方體的，竟是二宮金次郎的雕像！？靖人被其與全日本其他請假的高中生們一同被強迫帶往某個「立方體」內，而在來的途中遇見了愛露內褲的可愛女孩持田淚。眾人抵達後，展現在他眼前的是被稱為「垃圾桶」的學校，一名自稱是「神」的男孩宣布所有學生得通過殘酷的考驗，靖人為再次見到青山，在這大規模的死亡威脅之中下定決心活下去。
要聽神明的話（第零部）
由於人類任意肆虐地球毀滅，只有被選上的100人做為實驗先鋒搭乘太空船，替人類到外太空尋找適合的居所。最後來到了一顆以"成長"為糧食的奇怪星球，可以實現任何願望，待在這裡的小孩會停止成長，最後在小孩們在失去希望時選擇消失，剩下五人持續努力想要恢復以前的樣子，最後有一人領悟了，利用該星球的力量幫助一個同伴回到以前的生活, 而最後剩下的就是"瑪那" , 於是神的故事就開始了....

## 登場人物
聲優為動態漫畫版本。

### 遊戲參加者（第壹部）

#### 主要登場人物
高畑瞬（聲：江口拓也，演：福士蒼汰）
生死情況：死亡（神之子）
- 第一部的第一男主角，16歲，1994年11月13日凌晨2點34分生於市內醫院。10歲時曾經把食指伸進轉動的腳踏車後輪，喜歡生物學，頭腦清晰，神的選拔遊戲開始後，總是以過人的智慧和毅力通過考驗，與天谷不同，非不得以時會想帶著夥伴一起通過測驗，因為有著在做極度害怕的事情時會感受到生命意義的特性，而被天谷說散發出跟他一樣的氣味。
- 在「浦島太郎」遊戲中運氣好成功活下來，成為第1箱的神之子，之後持續關注另外107箱的新聞，一度迷惘自己「為了什麼活下來」，在與明石相遇後得到解答並確定自己一定要殺了神麿。
- 在小芥子事件中解救了平井翔子，與平井翔子闖過數關後對其有好感。翔子死時感到相當難過，也埋下對神麿的殺機。在遇見翔子雙胞胎妹妹時感到五味雜陳，甚至不知道是否該與其搭話，後向翔子的妹妹道歉自己沒救出翔子，並說翔子是個很棒的人。
- 因痛恨舉辦選拔遊戲而殺害許多人的神麿，與天谷合謀在神之子運動會的「絕望推桿」項目裡，試圖以推桿上之炸彈炸死神麿，卻被神麿吃掉推桿炸彈，並以違規為由處罰而失敗。被處罰且於昏迷狀態後遭到扔出運動場的箱子，未參加地獄變。從箱子出來後，被丑三帶去外面的醫院治療身上的傷，傷癒後一行三人前往最終遊戲場，並與丑三在星月聯盟即將被消滅時登場，透過丑三神之力下墜時，偶然殺死太陽國的女幹部，並被月之國的人稱為英雄，後加入星月聯盟。
- 最後的選別遊戲「抽鬼牌」13名參與者，撲克編號為「9」。在遊戲開始前，見到神磨出現遊戲場所，而想衝向前攻擊，被神磨擋下後被天谷說出瞬一點都沒改變，在選位置時刻意選在神磨旁邊，想親手藉遊戲殺了神磨。
- 當伊帕涅瑪被歐斯梅斯殺死後，向大家推斷出她是因為「被人抽到就死」的神罰卡而死，但反而被神磨發現瞬自己手上其實亦持有著「被人抽到就死」的神罰卡。遊戲間因為神罰而說出夢想是親手殺死神磨。在神罰同步的牌被神磨抽走後，開始考慮是否該故意引發會死亡的神罰牌，藉此與神磨同歸於盡。
- 在歐希梅斯死亡後向大家說出如果自己勝出遊戲的話要創造出一個不需要有神的世界。在秋元死亡後湊齊了兩對手牌可以選擇突破選別遊戲成為神，但考量到此舉無法親手殺死神磨，最後仍然決定只將一對手牌丟出，讓神磨抽到自己手中的一對其中一張「被人抽到就死」後與其一同死亡。
- 被瑪娜稱為「對神的反叛心NO.1」。

天谷武（聲：羽多野涉，演：神木隆之介）
生死情況：死亡（神之子→神）
- 充斥危險氣息的不良學生，與瞬同學校同年級的學生，父母皆是不良分子，從小就在充滿暴力的家庭成長，長大後因力量變強而變成加害者。喜歡破壞，也常攻擊警察及救護人員，甚至殺害別人通過測驗，認為破壞才是自己生命的意義。
- 神的選拔遊戲開始後，因興趣或是遊戲規則殺死不少參加者，因跟瞬在想法上相似，瞬成為心中無法抹滅的存在。在尿尿小童試煉中，憑著自身強大的體能，率先出手並救了整個小組成員，對秋元的身材感興趣，因此常吃她豆腐。後因第5遊戲「浦島太郎」運氣較好活了下來，成為第1箱神之子。
- 與高畑瞬合謀在神之子運動會「絕望推桿」項目裡試圖以推桿上之炸彈炸死神麿，卻被神麿吃掉推桿炸彈，並以違規為由處罰而失敗。被處罰且於昏迷狀態後遭到扔出運動場，未參加地獄變。
- 後被丑三帶去外面的醫院治療身上的傷，傷癒後一行三人前往最終遊戲場。在夏芽即將被太陽國的幹部米克殺死前空降登場，降落後即認定面前的米克是厲害角色，二話不說便衝過去把米克毆打至死。後遇上太陽國國王里利，發現里利是他這一生當中遇過最強的對手而出手攻擊，但被里利打飛出窗外。後與星月聯盟的多人聯手圍毆里利，承認里利雖然很強，但戰鬥的信念卻比不上自己，瞬，明石和丑三。
- 被太陽國的國王里利擊敗後，從眼神察覺到對方才是真正的以破壞為生存的男人，且自己也再次確認了生存的目標，並且感到前所未有的興奮。
- 最後的選別遊戲「抽鬼牌」13名參與者，撲克編號為「10」，在選位置時刻意選在里利旁邊，想藉遊戲再次和里利對決。在歐希梅斯死亡後向大家說出如果自己勝出遊戲的話要將世界上所有東西破壞，與明石的理念有所矛盾，認為無論復活多少次也不會和明石成為朋友。得知阿魯夫．Ｅ手持著他需要的手牌後從他手中抽到「抽到此卡的人用力彈原持有者」，於是用力彈手指讓對方使其無法保持「持有期間你不能保持興奮的行為就死」而死，之後獲得其剩餘的牌讓自己的手牌湊對，接著讓里利抽走最後一張手牌後突破選別遊戲，成為了第一位神並到達了一間載有「地球」裝置的課室。
- 除了神磨以外，第一位從阿希多・瑪娜獲得完整神之力的神，使用神之力從教室被傳到地球上，並讓自己巨大化開始大肆進行破壞，後遭到第二位獲得神之力的明石阻止，回到教室被瑪娜告知已經沒有遊戲規則，在擁有新的三位神之後，可以選擇合作創造新世界或者互相對抗。
- 在得知無法復活瞬後感到失望，決定創造新的遊戲與明石和丑三進行最終決戰，要將他們所擁有的記憶毀掉從而殺死他們成為唯一的神。天谷刻意主攻明石，幾次擲出較大點數的回合中僅毆打明石、而不打丑三，在遊戲後半段更加頻繁攻擊明石。接連被令兩人毀掉對他人的記憶卻毫不動搖，唯獨對瞬的記憶分成多份，在被毀掉多份「高畑瞬」的記憶後仍然能記著瞬的存在，但同時亦因為失去對瞬的一部份記憶感到寂寞而痛哭，可見瞬的存在對他十分重要。最終被明石擊倒後天谷失去了對「高畑瞬」的全部記憶，於倒地倒數時間剩2秒時輕敲自己頭部，摧毀自我人格記憶，同時觸犯倒地10秒規則遭到處罰而死。
- 天谷之死形同宣告第一部的主要角色全數死亡。
- 被瑪娜稱為「與丑三同樣亂來一起的無賴」。

秋元市佳（聲：安濟知佳，演：山崎紘菜）
生死情況：死亡（神之子）／死亡（人類，電影版）
- 第一部的第一女主角，與瞬同校同年級的學生，也是瞬的青梅竹馬，喜歡瞬，疑似有被害傾向，明白自己在即將可能面臨死亡時會感到興奮。
- 後因第5遊戲「浦島太郎」運氣較好活了下來，成為第1箱神之子。原本為馬尾，在神之子集合時剪成短髮，在第二部踩影子試煉時與夏川芽紅相遇在火車月台，看見夏芽不穿內褲感到十分訝異。
- 在膽量賽跑時，原本期待再次體驗到可能會死亡的快感，但因瞬的話感到可靠後興奮感盡失，雖然活了下來但也有些許抱怨。
- 在地獄變開始後便下落不明，在明石被囚禁到太陽國後才得知秋元也通過地獄變並被分配到月之國，在星之國幹部護送星之國王前來要求同盟時再次出場，並參與同盟會議。
- 最後的選別遊戲「抽鬼牌」13名參與者，撲克編號為「6」在選位置時，因擔心瞬而選在瞬的旁邊，遊戲中不斷的掩護瞬。在里利輸誠後將被抽走也不會影響自己的牌給其抽，但在梅爾特掉入死亡陷阱後卻還是將改變順序的神罰牌給里利，間接害死梅爾特，由此可知目前擁有的手牌已經沒有安全牌。在歐希梅斯死亡後向大家說出如果自己勝出遊戲的話希望能夠和瞬約會。
- 在得知瞬想透過神罰與神磨同歸於盡後，多次苦勸瞬，後為了讓瞬有機會選擇成為神或是親手與神磨同歸於盡的兩種選項，決定將自己手中的「被人抽到就死」交給瞬，希望瞬可以選擇自己的生存之道，在瞬的眼前死亡，成為全世界最後一名死亡的女高中生。
- 被瑪娜稱為「臨死高潮女」。
- 電影版在運氣一關公佈解答前向瞬告白，最終死亡。（原作為高瀬翔子死亡）

真田幸男（演：大鶴佐助）
生死情況：死亡（神之子）
- 初登場在尿尿小童試煉中，初期為平頭，有個雙胞胎哥哥。有一雙汪汪大眼睛，是個運動好手，有不輸天谷武的體能，尿尿小童試煉中，與哥哥一同剔除三人隊友後，與哥哥連破三關，後因第5遊戲「浦島太郎」運氣較好活了下來，哥哥則死亡，成為第1箱神之子。
- 成為神之子後，將頭髮留的與哥哥一樣，嘴巴上說自己最討厭常命令自己的哥哥，且希望他人別認錯人，但紫村在踩影子試煉中發現其會待在過去常跟哥哥去的地方發呆沉思。
- 運動會中，靠自身實力通關膽量賽跑。
- 在天邪鬼迷宮中的一個房間內與明石和青山相遇，因之前並沒有進入房間便問已拿過鑰匙的明石鑰匙是如何得來的，後從青山搶來了一把鑰匙。遊戲中曾救了明石，後與明石和青山成為房間內的獲勝者。
- 於瑪娜主導的"三國兵捉賊"遊戲，已得知從天邪鬼迷宮通關並被分配至星之國。在星之國與月之國交戰時再次遇到明石，因認同明石而幫助月之國，明石被太陽國捉住後不得已只好先撤退並救走漢娜，之後在太陽國追擊時與太陽國的幹部蒲公英戰鬥，負傷將對方送進地牢後昏迷，醒來後發現星之國本部的全體隊員與來犯的太陽國隊員在交戰的情況宛如戰爭，為了保護自己的王以及紫村，頂著負傷抵抗太陽國的敵人。在星之國援軍到後，將太陽國的人全數擊退，後透過法托瑪畫預測出最終戰場的位置，並與星月聯盟的大軍前往。聯軍與太陽國兵力交戰後，與多人聯手圍毆里利，但在這關的最後關頭因星之國王法托瑪被殺而受到牽連而死亡。
- 電影版與漫畫形象不同。被設定成一個普通的少年，很快的就在第4關死亡。

秋本克里斯健人
生死情況：死亡（神之子）
- 初登場在木芥子事件中，初期為胖子，母親是美國人，日文與英文都精通。在團隊裡較無用處且沒危機意識，運氣很好，在第5遊戲「浦島太郎」僥倖活到最後，成為第1箱神之子。
- 成為神之子後，經歷三個月的時間順利成為明星「crystalA」，身材也消瘦許多且變英俊許多。原本打算逃跑參加，最終還是參加了運動會。在運動會期間差點為了女粉絲喪命，被阪東純子給救下。在地獄變開始後與明石在天邪鬼迷宮房間中「這口那口艙口的房間」相遇，第一個幸運找到艙口後，誤入陷阱而死亡。

平井翔子（聲：福原香織，演：優希美青）
生死情況：死亡（人類）
- 第一部第二女主角。長髮，巨乳。初登場在木芥子事件中，在瞬破關後被解救，之後與瞬一起行動。喜歡瞬，在運氣一關公佈解答前向瞬告白，最終遭到爆頭死亡。
- 電影版名字為高瀬翔子，死亡方式改成第4關被大白熊認定說謊而拍死。

#### 都立美空高中的高中生
佐竹（演：染谷將太）
生死情況：死亡（人類）
- 試煉第1遊戲「達摩不倒翁」初登場。瞬的好朋友，喜歡班上的班花，但因自己的失誤害死對方導致混亂，被不倒翁爆頭死亡。
- 電影版是個性格冷靜沉著的少年，在第1遊戲「達摩不倒翁」中幫助瞬自願當墊背讓瞬飛越過去按下按鈕破關。為班上最後一個死亡的人，在死之前還比了中指。

阿雅
生死情況：死亡（人類）
- 試煉第1遊戲「達摩不倒翁」初登場。佐竹喜歡的人，在漫畫版中，對混亂的同學精神喊話，並試圖帶同大家過關，但被佐竹的書包絆倒而遭到爆頭死亡。

班長 (『第壱部』)
生死情況：死亡（人類）
- 試煉第1遊戲「達摩不倒翁」初登場。漫畫版中最後死亡的人，電影版則被佐竹取代。

吉川晴彦（演：村上虹郎）
生死情況：死亡（人類）
- 試煉第2遊戲「招財貓」初登場。從小就喜歡打籃球，擅長投三分球，但因身高太矮而逐漸放棄藍球員的夢想，在招財貓一關中接獲秋元的傳球，原本可以靠投籃的方式獲勝，但因服裝不符合規定而被貓用鈴鐺投中頭部而死。

森川
生死情況：死亡（人類）
- 試煉第2遊戲「招財貓」初登場。

松尾
生死情況：死亡（人類）
- 試煉第2遊戲「招財貓」初登場。

花岡
生死情況：死亡（人類）
- 試煉第2遊戲「招財貓」初登場。

#### 「木芥子」登場人物
城崎優（演：山本涼介）
生死情況：死亡（人類）
- 跟瞬同一個病房。附近的重點升學高中唯一倖存者，在房間時以為自己是神選之人，遊戲開始後沒有遵守遊戲規則而遭到爆頭死亡。
- 電影版名字為平良幹則，最後為一直磕頭到死亡。

三神
跟瞬同一個病房。因回答錯誤的答案而死亡。
生死情況：死亡（人類）
- 跟瞬同一個病房。

田岡由實
生死情況：死亡（人類）
電影版原創人物。就學於清凌女子高中。玩遊戲時由於太緊張沒有回答出問題而遭到雙腳用力扯斷死亡。
前田小太郎（演：高橋直人）
生死情況：死亡（人類）
- 初登場於木芥子的死亡跳繩，得知前面的關卡中被秋元所救。「 浦島太郎 」遊戲中以為要和秋元玩遊戲對決，結果遭到浦島太郎戲弄，最終運氣較差遭到爆頭死亡。

奥榮治（演：入江甚儀）
生死情況：死亡（人類）
- 秋本克里斯健人的同學，常欺負克里斯，但也是克里斯的好朋友， 「浦島太郎」遊戲中運氣較差遭到爆頭死亡。

小林
生死情況：死亡（人類）
大五郎
生死情況：死亡（人類）
裕太
生死情況：死亡（人類）
真子
生死情況：死亡（人類）
高松
生死情況：死亡（人類）
哈馬浦・瑪莎坤
生死情況：死亡（人類）

#### 「尿尿小童」登場人物
真田村尾
生死情況：死亡（人類）
- 雪男的雙胞胎哥哥，在尿尿小童一關中與雪男兩人自己連過三回合，後在運氣一關遭到爆頭死亡，據雪男所稱，常命令雪男而遭到雪男討厭。

#### 「運動會」登場人物
板東純子
生死情況：死亡（神之子）
- 第34箱生還者，是34箱中唯一來參加運動會的人。說話口氣很大膽，酷大姊類型，很會調戲男生，瞬跟明石先後在不同關卡被調戲過。 在膽量賽跑中出手救了克里斯。在地獄變中誤入陷阱死亡。

井村無道
生死情況：死亡（神之子）
- 第107箱生還者。

多田野平太
生死情況：死亡（神之子）
- 第6箱生還者。

大塚真希
生死情況：死亡（神之子）
- 第6箱生還者。

山田元気
生死情況：死亡（神之子）
- 第99箱生還者。第一位在膽量賽跑中死亡的人。

志田康平
生死情況：死亡（神之子）
- 第99箱生還者。

徳田拓人
生死情況：死亡（神之子）
- 第99箱生還者。

冠城敬宏
生死情況：死亡（神之子）
- 第13箱生還者。膽量賽跑中出賣隊友平野道生而活了下來。地獄變後下落不明，但因全球神之子皆被強制參加地獄變，在最後13人中並無出現，研判在之前的遊戲中已陣亡。

大熊正史
生死情況：死亡（神之子）
- 第13箱生還者。地獄變後下落不明，但因全球神之子皆被強制參加地獄變，在最後13人中並無出現，研判在之前的遊戲中已陣亡。

影裏章太
生死情況：死亡（神之子）
- 第13箱生還者。跟瞬同一組當中，第一位在膽量賽跑中死亡的人。

平野道生
生死情況：死亡（神之子）
- 第13箱生還者。膽量賽跑中遭到隊友冠城敬宏出賣而死亡。

平井響子
生死情況：死亡（神之子）
- 第32箱生還者。平井翔子雙胞胎妹。在「絕望推桿」中得到瞬的幫助後存活下來。在地獄變中原本以為自己會無法通關，但後得到明石的幫助，卻反而因地獄變規則而誤入陷阱死亡。

白戸一平
生死情況：死亡（神之子）
- 第48箱生還者。在「絕望推桿」的遊戲中被打傷。地獄變後下落不明，但因全球神之子皆被強制參加地獄變，在最後13人中並無出現，研判在之前的遊戲中已陣亡。

勝俣亜土夢
生死情況：死亡（神之子）
- 第80箱生還者。

水原武蔵
生死情況：死亡（神之子）
- 第55箱生還者。

### 遊戲參加者（第貳部）

#### 主要登場人物
明石靖人
生死情況：死亡（神之子Jr.→神）
- 第二部的第一男主角，足球社的社員，有個同班的青梅竹馬青山，以世界第一的傳球員為努力的目標。最初的測驗開始時，因蹺課而被判定為缺席者。樂心助人，在遊戲通關過程中，以幫助人為主要目的，比如不顧後果的首先開始遊戲、同伴危險時選擇先拯救同伴、即使是敵人也會選擇出手幫忙…等，認為幫助他人才是生命的意義。因為父母常常工作，總是自己一個人在家，常常覺得很孤單。
- 在試煉中以一定要再見青山一面為活下去的目標，被二宮金次郎載到「垃圾桶」時因姿勢不對，而被眾人嘲笑，也因此在最初遇到不少人主動搭話示好。喜歡持田淚，持田淚死後大受打擊，取其髮圈，戴在手上作紀念。
- 在撒豆驅鬼時，想出個各種對策，並成功消滅鬼，引起丑三的興趣，導致頻頻出現示愛動作。取沙子一關中，憑著自身的能力，成為取沙子小組的領導人，並在丑三的提示下，掌握關卡獲勝的關鍵，被持田淚稱為是「指揮塔」。
- 在七×七不可思議事件裡，目睹持田淚死況，帶領取沙子一組成功完成任務。成為神之子Jr.後得以暫時回家，找到在醫院的青山，卻發現青山崩潰失憶，大受打擊。
- 在「鬼退治」試煉中，好幾度無法使用「戲謔」感到自責。「戲謔」為「足球王之戲」，可透過自身的眼睛進行分析戰況，傳球可以進行瞬間移動。
- 在目睹賽‧卡米慘死後被傳送至瑪娜新開的生存遊戲(空中跳房子)中，在空中格子跳中，想讓夥伴一起通關，起初被天才東濱佑看不起，最終在明石的感化下，東濱佑自願犧牲了自我，明石得以存活。
- 起初在地獄變開始，因為東濱佑的死去，不願意與人合作，最後還是為了幫助他人而存活下來，並與青山在天邪鬼迷宮相遇，經過一番努力成功讓青山恢復記憶。
- 在三國警察捉小偷遊戲中被分配至月亮之國，並被瑪娜選做一國之中最重要且也最接近神的國王，可見瑪娜對明石的評價相當高。在發表了國王宣言後不顧隊員反對而親自上戰場，但遭遇到星之國後，因戰鬥能力不足而凸顯出其弱點。因之前的遊戲皆不是與別人相殺的遊戲，所以在三國警察捉小偷這個遊戲中，完全顯現出明石的以幫助人為優先的這種想法與遊戲結果會產生很大的矛盾。
- 在準備與星之國的援軍交戰時目睹太陽國為了獲勝而殺人的舉動後主動與其戰鬥員歐斯梅斯交談，但反遭逮捕入獄。在牢中與太陽國國王里利交談後發現兩人的目標一致但做法卻截然不同而困惑。在牢中與夏川芽紅再次相遇，後因天谷出現而被救出，但也因此害夏芽遭到囚禁，原本想獨自回去救出夏芽，但遭到漢娜斥責後改變想法，明白了若要殺死太陽國王來得到勝利，必定會犧牲夏芽，決定與眾人圍毆里利。最後遭丑三喚醒，獨自前往夏芽所在的牢房，與其道別。
- 在神罰抽鬼牌開始前詢問神磨對他來說選別遊戲的意義和參加者的生命到底是什麼，得知神磨只視兩者為「玩具」後認為神磨和他們不是同樣的人類，並宣稱神之子絕對不會讓神磨成為神。最後的選別遊戲「抽鬼牌」13名參與者，撲克編號為「A」，第一回合中一直思考遊戲的攻略法，最終得出了「同伴之間能互相合作，但對方是敵人的話就是互相殘殺」的結論，並認為只要神磨、里利和歐希梅斯存在的話就無法達到互相合作。當知道里利原本就打算與其他參加者合作後，便認為專於心計的歐希梅斯是對抗神磨的最大阻礙。
- 在神磨說出自己的過去後，向其表明如果自己成為了神的話會將所有被神磨所殺死的人復活，並希望神磨能繼續生存來贖罪。在天馬死亡後，得知計時炸彈的神罰牌分配到丑三的手上，便以「將計時炸彈交給自己便和丑三接吻」作為條件，希望幫助丑三脫離死亡的危機。在阿魯夫抽走歐斯梅斯的Joker後，在下一回合將計時炸彈的神罰牌交給丑三手上並假裝傳給接吻的神罰牌與其接吻，成功欺騙歐斯梅斯抽走該張神罰牌將其打敗。在歐希梅斯死亡後向大家說出如果自己勝出遊戲的話要將所有人復活並創造出一個和平的世界，不希望世上再次出現像神磨一樣玩弄生命的人。
- 在瞬和神磨死亡後，重新分配手牌時被分配到「被抽到就會死」，加上自己的手牌合共只剩下兩張，接著便跟丑三和里利商量如何公平地完結選別遊戲，最後因爲里利將自己手上的「被抽到就會死」交給明石讓他集齊一對，雖然一度打算不完成遊戲，但因為丑三手上擁有神罰同步的牌，唯有將剩下的一對手牌丟出而突破選別遊戲成為第二位神。
- 在成為神之前就已經下定決心要阻止天谷，避免地球遭到天谷破壞。在成為神之後，從瑪娜那獲得完整的神之力，得知天谷已經到地球上破壞，變使用戲謔的道具阻止天谷，逼其返回教室。後被瑪娜告知已經沒有遊戲規則，三位神可以選擇合作創造新世界，或是互相廝殺到最後一人。與天谷打鬥一陣後被丑三阻止，並被瑪娜強制休息，後聽到丑三的暗示後決定復活夏川，並將夏川擁抱在懷裡。但復活的夏川表現奇怪，隨後更化成沙子消失，之後被瑪娜告知復活的夏川只是明石想像中的夏川，沒有真正的生命，即使成為了神也不可能將死去的生命復活。
- 在得知無法復活任何人後曾一度感到絕望，但仍然決定要為守護著在原本的地球中活下來的生命而和丑三合作參與天谷所創造的最終決戰來毀掉天谷。和天谷戰鬥期間被其不斷毀掉對他人的記憶，甚至連對自己的記憶也忘掉而失去了「自我」，但仍然依靠著本能來對抗天谷，最終成功殺死對方。雖然成功將天谷打敗，但身體亦支持不住而失去生命反應，最後被丑三抱緊，直到屍體被遊戲規則抹消。
- 明石靖人成為世界上最後一位因神所創造的遊戲而死亡的人。
- 被瑪娜稱為「要死卻死不去的不死鳥之王」。

丑三清志郎
生死情況：存活（神之子Jr.→神）
- 第二部的第二男主角，想要「神之力」的奇異學生。開場就對神說明自己是對星星許願毀滅世界，在初登場時的觀念想法與天谷相似，並對漂亮女生感興趣，喜歡吃女生的豆腐，對人瀕臨死亡前的模樣視為耀眼的星星。
- 在高一時常被欺負、孤立，直到遇見轉校生六手進一後，成為丑三最初的朋友，遇見明石後，便視明石跟已逝的六手進一同為明亮的星星。認為恢復本性的紫村與過去的自己很像，都認為靠近閃亮的星星可以獲得救贖。
- 撒豆驅鬼關卡時表現活躍，與明石合作，其先後殺死冰涼涼鬼與暖呼呼鬼，自此開始關注明石。
- 在與賽‧卡米猜拳時，在即將面臨可能會死亡的情況下，領悟到生命的意義，並要求再一次，隨後被明石阻止。
- 在「鬼退治」試煉時，曾因為搞錯「戲謔」發動條件差點身亡。其能力可進入「天象儀」宇宙空間，為所欲為。在現實中可利用滑板進行飛行。
- 初次與天谷見面時以為天谷全身破綻，遭到天谷攻擊後發現天谷才是讓他最接近死亡的危險男人。在踩影子試煉通關後，因捲入瑪娜與賽‧卡米的搶奪對戰，被賽‧卡米傳送回東京。
- 前往神麿住處時，從大螢幕得知明石被轉移至瑪娜的遊戲中，便脅持直升機前往「空中跳房子」比賽場地救明石，卻在兩人手搭上的一瞬間，被瑪娜傳送到神麿住處桎梏著，在即將被瑪娜強制加入地獄變時，因賽‧卡米設計的遊戲而意外逃脫，並從天谷的影子中出現，發現天谷跟瞬受重傷且意識不明，遂將兩人帶往醫院治療。後為了救出明石而使用戲謔與傷癒的兩人前往最終選別場所。
- 雖然所持的滑板在突入選別場地時的衝擊所損，但仍然用了最後一次的戲謔擊敗了Ｃ‧Ｂ和歐斯梅斯的合體，Ｃ‧Ｂ當場死亡，歐斯梅斯輕傷。後詢問紫村而得知明石目前不在此處，因而得到法托瑪的占卜，占卜出會和明石一起刺殺里利，並帶著法托瑪一起尋找法托瑪的哥哥與明石。
- 找到明石後與星月聯盟共同對抗太陽國，並在與太陽王里利的戰鬥中發覺明石的不對勁，鼓勵明石去見夏芽。在神罰抽鬼牌中選擇明石旁邊位置。最後的選別遊戲「抽鬼牌」13名參與者，撲克編號為「J」。第一回合中看見紫村的死亡而流淚並希望他能安息。隨後得知神罰牌當中持有接吻的懲罰後要求明石讓自己抽到該卡牌，務求和明石接吻。
- 在阿魯夫抽走歐斯梅斯的Joker後，在下一回合被明石交給了計時炸彈的神罰牌與其接吻，假裝傳給了接吻的神罰牌，成功欺騙歐斯梅斯抽走該張神罰牌將其打敗。在歐希梅斯死亡後向大家說出如果自己勝出遊戲的話要創造出有70億個明石的世界。
- 在瞬和神磨死亡後，重新分配手牌時被分配到神罰同步的牌，接著便與明石和里利商量如何公平地完結選別遊戲。最後因爲里利讓明石齊集一對「被抽到就會死」使其突破選別遊戲而與里利公平地進行最後一對一的抽鬼牌。
- 最終擊敗里利，成為最後一位從遊戲中成為神的人，並從瑪娜獲得完整的神之力。在得知無法復活任何人後曾一度感到絕望，但仍然決定要為守護著在原本的地球中活下來的生命而和明石合作參與天谷所創造的最終決戰來毀掉天谷。在天谷死亡後被瑪娜告知明石已經沒有生命反應，抱緊明石直到倒數讀秒完畢，明石的屍體隨即因遊戲規則而消散。
- 天谷與明石先後逝去，餘下的丑三自然成為唯一的神。決定回朔時光到選別遊戲開始之前，與明石再次相見，但此時的明石並不認識丑三。後丑三代替神磨重新創造新一輪的遊戲，並決定不以同伴的身份而是以神的姿態等待明石成為神的時刻來臨，希望讓明石銳變成自己內心中那一顆閃耀的星星後殺死自己。在某種空間內獨自監視著選別遊戲的過程，手上拿著三神最終決戰所使用的3顆骰子。
- 被瑪娜稱為「途中參賽用自己意志改變了命運的騎士」。

持田淚
生死情況：死亡（人類）
- 第二部前半部的女主角。喜歡露小內褲，有點天然呆，喜歡明石。
- 初登場是在往垃圾桶的路途中，之後便與明石一起行動，後因夏川芽紅的出現導致常與其鬥嘴。在寅虎與申的不可思議事件開始前，向夏川芽紅說明自己若是成功後會向明石告白，過程中為保護明石遭到致命抓傷，逃脫後在兩人獨處時告白且接吻後靜靜的死亡。
- 小時候是音樂家庭的的掌上明珠，從小備受呵護且為了達到父母的期望而努力學鋼琴，但一場車禍後發覺父母將愛轉移到妹妹身上而感到灰心，曾一度對生命感到厭惡，遇見明石以後改觀。死後髮圈託付給明石。

夏川芽紅／夏芽
生死情況：死亡（神之子Jr.）
- 「取沙子」遊戲初登場，第二部後半部的女主角，不喜歡穿內褲。原本是個高傲且追求完美的人，但遇見明石後逐漸改變心態，內心對明石有好感。憧憬著小淚，羨慕其個性天然呆且不做作。
- 在「回家」的試煉中要走了明石手中的髮帶並視為重要的物品，並向明石要求交往但遭到拒絕，後表明自己不會放棄，稱呼小森靖子為媽媽。在踩影子試煉通關後，因捲入瑪娜與賽‧卡米的搶奪對戰，被賽‧卡米傳送回東京。
- 後強制加入地獄變，在迷宮入口選擇與明石不同邊，明石發現後須臾，雙方皆已進入迷宮。在三國警察捉小偷遊戲中被分配至太陽之國。得知明石被逮捕後主動應徵地牢警衛，後決定幫助明石脫逃。見到明石時內心充滿了許多與明石對談的幻想，可見夏芽對明石的愛意達到一定程度。
- 在太陽國王的對戰中因為袒護明石，而被太陽之國國王里利以「國王的能力」傳送至牢房裡。在這關的最後關頭，因明石趕來營救而再度重逢，雙方表白了心意且夏芽將小淚的髮帶還給明石，道別後因時間到遭到處刑而死亡。
- 在三神決鬥前，被明石用神之力重新復活，卻在被明石擁抱後化為一攤粉，並不是真正的夏芽。(特別之處為夏川復活時並不是穿著當初死亡時穿的衣服，而是在垃圾箱試驗與明石一組通關時穿的，推測是由明石印象最深刻的樣子復活)

紫村影丸／光導者
生死情況：死亡（神之子Jr.）
- 初登場時是搶椅子小組領導人，自稱光導者，用洗腦術洗腦周遭的人服從自己，稱成為神後會讓全部人復活，並派同組隊友用自殺式犧牲打攻擊別組隊員。後得知自己才是真正被洗腦催眠的人，原本的真面目是個時運、身體、頭腦、膽量都很差的人。因而十分憧憬丑三。在與賽‧卡米猜拳時，原本想學真沙美放棄不出拳，但最終還是怕死而出拳並獲勝。
- 在「鬼退治」試煉中，「戲謔」為「石化之戲」，可與他人一同變成石頭。
- 在踩影子試煉通關後，因捲入瑪娜與賽‧卡米的搶奪對戰而被傳送至瑪娜新開的生存遊戲(空中跳格子)中，被一個神之子追殺時正好被明石發現其存在，明石放棄過關機會前去營救。
- 後被強制加入地獄變。在天邪鬼迷宮中想幫助他人破解迷宮所以用自己的血沿路做記號，雖然發現好像並沒有用處卻還是不放棄做記號，因貧血而多次暈倒，與明石再次相遇後才被阻止。後來青山和明石參破迷宮通關方法，沿其記號回入口得以通關。
- 在三國警察捉小偷遊戲中被選做士兵。在進入到此遊戲時吐槽為何全世界的人語言可以相通。雖然膽小但在擔任月亮之國的防衛大臣，曾多次保護了星之國的國王法托瑪。
- 最後的選別遊戲「抽鬼牌」13名參與者，撲克編號為「7」。在「神罰抽鬼牌」的第一回合就被骰子抽中選為遊戲開局第一名抽牌的玩家，但馬上就在與歐斯梅斯對決中被故意引導而抽到「抽中你就會死」的牌死亡，成為神罰抽鬼牌的第一名死者。
- 被瑪娜稱為「明明最倒楣卻活了下來」。

蓬萊八重
生死情況：死亡（神之子Jr.）
- 初登場為翻花繩小組的組員。虎牙女，跳遠好手，曾經有日本代表隊候補資格，在做大事前都會雙手朝上用力拍手鼓勵自己，後因腳骨折而放棄跳遠。
- 在翻花繩試煉與學校的七×七不可思議中皆為背景配角。在與賽‧卡米猜拳前，鼓勵大家要面向希望的那一方並質問神是否有用讀心術，後成為組中唯一猜拳獲勝者。成為神之子Jr.的課程中表現出色，成功的使用出戲謔並解救明石。在踩影子試煉中，假裝是克里斯的女粉絲，且成功通關。因捲入瑪娜與賽‧卡米的搶奪對戰，被賽‧卡米傳送回東京。
- 後被強制加入地獄變，在天邪鬼迷宮入口選擇與明石不同邊，明石發現後須臾，雙方皆已進入入口。在三國警察捉小偷遊戲中被分配至太陽之國。支持夏芽的行動，決定幫助明石脫逃，在夏芽將月亮之國的鑰匙使帶來後，遭到太陽之國幹部米克認定叛變而遭到其用腿刀腰斬一分為二而死亡。

青山仙一
生死情況：死亡（神之子）
- 足球社的社員，明石的同班同學，從小就認識明石與他的青梅竹馬。以世界第一的攻擊手為努力的目標。
- 第41箱的生還者。在一開始的遊戲中，絞盡腦汁過關卻眼睜睜看著同學死亡，在往後的關卡中總是抱著帶著夥伴過關的心態進行遊戲，無奈目睹夥伴逐一死亡，終於成為神之子後也因此失憶崩潰。
- 明石在地獄變遊戲開始時差點遭殺害，青山救下明石後，只喊了名字便逕直跑向入口，進入天邪鬼迷宮後就與明石走散，不久青山在迷宮中以暴力奪取鑰匙的面目登場。根據同一箱(第41箱)獲勝的神之子所說，青山是在運動會及地獄變中，無意識中以活下去的本能在行動，一方面積極進房間通關，一方面攻擊各房間的獲勝者奪取鑰匙，連明石也不例外。
- 後因明石的努力終於恢復正常，並再一次在選別遊戲中救了明石。但在突破天邪鬼迷宮前的鑰匙孔遊戲最後關頭身亡，臨死前要明石拯救世界並與其道別。

#### 東京都播磨生高中的學生
高橋
生死情況：死亡（人類）
- 明石的青梅竹馬。

若林
生死情況：死亡（人類）
角谷美玲
生死情況：死亡（人類）
班長 (《貳》)
生死情況：死亡（人類）
- 班上第一個死亡的人，恰巧與第壹部登場的班長相反。

#### 「撒豆驅鬼」登場人物
星川芽衣／芽芽
生死情況：死亡（神之子Jr.）
- 理化教室初登場，就讀靜岡的女子學院，喜歡明石。素描能力相當好。屬於見一個愛一個的類型，因其個性而被老師利用且被學校同學排擠，變得憂鬱且不愛去上學。在被抓到垃圾桶後因沒有認識的人而恢復原本的個性，還吹噓自己很多人喜歡。
- 因明石表現傑出而真正喜歡上明石，把持田淚跟夏芽視為情敵(但不被她們放在眼裡)。
- 在「鬼退治」試煉中，「戲謔」為「慕寫之戲」，可實體化在素描本上喜歡的東西。遭巨大化的熊擊上半空再吃掉。

拓馬一生
生死情況：死亡（人類）
- 理化教室初登場，就讀神奈川的高中。名字容易被唸錯，曾因此糾正明石。在撒豆驅鬼一開始，在教室裡主動發言擬定打鬼策略，算是小組中的領導人。但在剩餘小不點一隻鬼的時候鬆懈下來，因而遭到小不點鬼殺死。

網走洋平／大阪人
生死情況：死亡（人類）
- 理化教室初登場，就讀大阪的高中，特徵是門牙很明顯，講話有嚴重的關西腔。在得知撒豆驅鬼的規則時，原本想攏絡發現豆子的原海，以兩人合作並故意害死其他男參賽者來說服不受女性歡迎的原海。在鬼出現並開始攻擊時搶走原海的豆子並扔向鬼，才發現該豆子並不是有效的大豆，遭到鬼殺死。
- 因開場說的話曾對原海造成影響，後多次出現在原海心裡，並與原海演內心戲。

原海
生死情況：死亡（人類）
- 理化教室初登場，就讀石川的高中，原本是個性和藹且善良的肥宅，常被其他人取笑，講話常被眾人忽視，且不受女性歡迎。後個性大變，變得暴力且容易生氣。在撒豆驅鬼的最後關頭成功的利用自己留手汗的特性捉到小不點，並被眾人稱讚。
- 在聖誕禮物選擇了翻花繩，從此性情大變，利用暴力強勢過關，認為隊友能生存就是靠他的暴力，總是以翻花繩一關的成功以及暴力威脅隊友而成為翻花繩小組領導人，後與明石的理念產生衝突，處處妨礙明石過關，甚至想殺死明石，並威脅隊員與之起舞，後在學校七×七不可思議即將死亡時被明石所救，痛哭後恢復成原本的個性，並合作過關。
- 在猜拳一關中運氣不佳，雖被賽‧卡米嘲笑原海早該死亡，但認為自己最後是依照信念而活，因此在毫無悔恨下死亡。

新垣明日菜
生死情況：死亡（人類）
- 理化教室初登場，就讀沖繩的高中，講話有沖繩口音，特徵是皮膚黝黑，身材嬌小。開場與其他女生一樣，即對原海的行為感到噁心，在走廊巡邏時遇到冰涼涼鬼，並遭到狼牙棒暴頭死亡。

伊集院光明
生死情況：死亡（人類）
- 理化教室初登場，就讀大分的高中，特徵是頭髮很多，多到蓋住眼睛，自稱大分弗洛姆。在理化教室因臭摸摸鬼的攻擊而被臭死。

柘植真沙美
生死情況：死亡（人類）
- 理化教室初登場，因有嚴重的家鄉口音而不願意說話，視力很好，但因看近的東西會不舒服而戴上眼鏡。廚藝很好。
- 第一個發現有小不點鬼的人，與明石合作誘導小不點給原海，對明石有好感。後在被性情大變的原海性騷擾時用眼神向明石求救，但被原海脅迫要為了隊伍的勝利，選擇隱忍。曾一度被搶椅子小組的自殺式攻擊而面臨死亡，被明石所救。
- 認為賽‧卡米只是個殺人兇手，在猜拳一關，狠狠的斥責了賽‧卡米後選擇不出拳，在賽‧卡米生氣想出言反駁前被規則處死。

薩拉米
生死情況：死亡（人類）
- 學校操場初登場，與夥伴合作一起擊殺閃亮亮鬼，提議自己當誘餌，令三葉以及藤春有機會攻擊鬼，遭到鬼殺死，會德語。

三葉
生死情況：死亡（人類）
- 學校操場初登場，馬尾，喜歡藤春。與夥伴合作一起擊殺閃亮亮，後加入明石一行人。
- 在聖誕禮物中選擇搶椅子。後被愛甲龍臣催眠，個性變得古怪，連死去的好友都變得不在意，在學校七×七不可思議中一次任務中催眠被解除，因此造成搶椅子小組的內鬨而被紫村囚禁，再次出任務時告知明石搶椅子內部的情況以及自己從寅虎看見的未來後遭到妖怪攻擊而死。

藤春
生死情況：死亡（人類）
- 學校操場初登場，爆炸頭，與夥伴合作一起擊殺閃亮亮，後加入明石一行人，但在搶椅子一關中死亡。

王羚
生死情況：死亡（人類）
木村萌美
生死情況：死亡（人類）
- 學校走廊初登場，在廁所時遇到鬼，被追擊即將被同伴拋棄時，被丑三所救，因而愛上丑三，並在夜晚與丑三發生性行為。後被愛甲龍臣催眠，而成為紫村的信徒，即使催眠解除後依然相信紫村是光導者，但在紫村放棄不出拳且活下來後暴怒，痛罵紫村，但在猜拳時猜輸而死亡。

#### 「聖誕禮物」登場人物
此關為選擇性關卡，關卡分為三種，取沙子×搶椅子×翻花繩，因主角一方選擇取沙子關卡，故此關登場人物皆為取沙子關卡
取沙子「南山」
戶呂井彰
生死情況：死亡（人類）
- 看似很可靠的人，實際上很怕黑暗的地方和妖怪，暗戀星川芽衣。再取沙子關卡時多次提出正確的建言，也曾鼓勵明石。但在學校七×七不可思議中表現判若兩人，曾偷跑到芽衣房間告白，被拒絕且痛罵後硬著頭皮參與任務並出手救了芽衣，在猜拳一關中第一個登場即死亡。

鳳哲也
生死情況：死亡（人類）
- 日本最大的醫院，鳳醫院院長(曾醫治被丟出運動會的瞬跟天谷，後與明石父親一起行動的那位。)的兒子，對自己看中的身體有著強烈的執著。在夏川芽紅出學校七×七不可思議的任務時自願參加，想侵犯夏芽，躲在角落準備偷襲時遭到妖怪攻擊死亡。

西野・蘇珊・花／蘇西
生死情況：死亡（人類）
- 計算能力很強的女生，平時總帶著很拙的眼鏡，認為自己取下髮帶脫下眼鏡後是個美人，就算被眾人吐槽也不改想法。多次利用計算能力幫助明石一夥人。在學校七×七不可思議中，注意到黑白旗規則並算出逆轉獲勝的方法。
- 但在猜拳一關中計算賽‧卡米出拳的機率後，出了認為獲勝機率最高的拳還是死亡。

間凛平
生死情況：死亡（人類）
- 原海的同校同學，因原海性情大變，差點被原海害死，在學校七×七不可思議的任務時因偷襲賽‧卡米被處罰而死。

取沙子「北山」
末成浩樹
生死情況：死亡（人類）
- 末成雙胞胎的哥哥，與弟弟在學校七×七不可思議的晚上偷跑到小濱来來留房間發生性關係。因為繼承家族的關係，與弟弟吵架。後因弟弟提早死亡而陷入感傷，猜拳一關中表示要為了弟弟活下去，但運氣不佳死亡。

末成大樹
生死情況：死亡（人類）
- 末成雙胞胎的弟弟，與哥哥在學校七×七不可思議的晚上偷跑到小濱来來留房間發生性關係。後遭到被紫村催眠的人自殺式攻擊導致墜樓而死。

小濱來來留
生死情況：死亡（人類）
- 喜歡持田淚，是雙性戀，為了持田淚，預先演練與末成兄弟發生性關係，在持田淚出學校七×七不可思議任務時自願參加，威脅持田淚不許與明石說話，並想對持田淚侵犯，後因持田淚死亡被鬼殺死，對威脅一事感到相當懊悔。在猜拳一關中運氣不佳死亡。

桐谷甚平
生死情況：死亡（人類）
- 家裡是開乾貨屋的，因此對於重量很敏感，曾連續抓下數把接近規則100g的重量，造成其他隊伍相當大的壓力，但由於過於自大，連101g都嫌棄稍多，在連續第四次出場時弄巧成拙而死亡。

取沙子「東山」
樽菱剛
生死情況：死亡（人類）
- 為了賭上可以讓好友玉寄存活的機率，犧牲自己性命死亡。

玉寄信也
生死情況：死亡（人類）
- 樽菱剛從小到大的好友，背負好友性命進行最後一回合，但還是死亡。

取沙子「西山」
100Years.After
成員：雅各（ヤコブ）、諾亞（ノア）、猶達（ジュード）、摩西（モーセ）
雅各（ヤコブ）
生死情況：死亡（人類）
為團體裡的隊長。

諾亞（ノア）
生死情況：死亡（人類）

在最後一回合嘗試取沙子，導致旗子倒塌，最終害死隊友。

猶達（ジュード）
生死情況：死亡（人類）

摩西（モーセ）
生死情況：死亡（人類）
- 在開場前捉弄不見猴而被殺。

#### 「學校七×七不可思議」登場人物
愛甲龍臣
生死情況：死亡（人類）
- 日本地下組織訓練的殺手，利用催眠術殺了許多人，但總是為了任務才使用催眠術。在垃圾桶中為了生存而第一次為了自己使用催眠術，催眠紫村使其成為顯眼的目標並假裝是紫村的追隨者來隱藏自己，搶椅子小組背後真正的領導人，在學校七×七不可思議最後關頭即將獲勝時，被明石阻撓而死亡。

福滿重里
生死情況：死亡（神之子Jr.）
- 身材高大體型龐大的壯漢，平頭。初登場是搶椅子小組組員，過去是個有架就打的不良少年，對家人學校都不滿，因此翹課，後被奶奶感動而痛改前非。在垃圾桶被催眠而成為紫村的支持者，曾受命令而啟動自殺式攻擊，但被明石阻止，雖一度被解除催眠，但還是選擇相信紫村。
- 在愛甲死亡後催眠完全被解除，自認對不起奶奶，後在猜拳一關中用奶奶教的必勝法獲勝，成為神之子Jr.。
- 回家一關時，發現奶奶已經死亡而痛哭，將奶奶的墓牌當作最重要的物品。
- 在「鬼退治」試煉中，「戲謔」為「婆婆之戲」，可以意志控制奶奶的靈體。在打敗金太郎後，被變身的熊捏死。

#### 「猜拳」登場人物
巴光國
生死情況：死亡（神之子Jr.）
- 初登場是搶椅子小組的組員，在學校七×七不可思議因相信紫村而沒被催眠。
- 在猜拳一關中獲勝，將麥克風最為最重要的物品。
- 在「鬼退治」試煉中，「戲謔」為「音韻之戲」，可放出音韻數量的冰箭。曾在試煉中丟下其他人逃回安全處，因內心自責，與明石產生衝突，事後和好並開發出更強的戲謔，提供武器給明石，在試煉中與猿展開激戰，受到爆炸波及重傷，最終看到隊友的平安下斷氣。

南方紗奈
生死情況：死亡（人類）
- 認為自己是要成為明星，猜拳前想著要回去練習，以邊跳舞的方式出拳，但還是猜輸而死。

田中正吉
生死情況：死亡（人類）
- 猜拳一關中，因太緊張而沒有好好出拳被處死。

藤浪波留
生死情況：死亡（人類）
韮崎鐘
生死情況：死亡（人類）
茗荷勇人
生死情況：死亡（人類）
里見美香
生死情況：死亡（人類）
- 在猜拳一關中，因上一名玩家激怒神，導致被神怒罵醜女，本想靠猜贏來扳回一城，但還是猜輸而死。

石田曉天
生死情況：死亡（人類）
- 猜拳一關中，旁白只說明了住在山梨縣以及為三兄弟老么就猜輸而死。

#### 「空中跳格子」 登場人物
「出席者（神之子）」。
天馬遊
生死情況：死亡（神之子）
- 第83箱的生存者。喜歡穿女裝的男生。因個性及音色還有體型都像女生而從未被別人發現。最後透露出在學校常因扮女裝而被欺負，很感謝明石普通的對待自己。希望復活後能變成女生，才能向明石告白。
- 初登場即對明石示好，曾因被東濱佑設計而對明石產生不信任感，後在被明石拯救後和好，在地獄變前與明石走散，並在關卡中重逢，因其性別被認為女生而差點害死明石，再次被明石拯救後與其跟紫村一同行動。
- 在三國兵捉賊遊戲中被分配到月之國，並被選做通信兵。因明石莽撞衝出基地，為了保護明石而一同前往戰場但與其走散，落單時遭遇尚未結盟的星之國敵人，生死未卜。在明石被從太陽國監牢整救出來後再次登場，並與星月聯盟的眾人會合，之前一直躲在附近。
- 最後的選別遊戲「抽鬼牌」13名參與者，撲克編號為「5」。在神罰抽鬼牌中得知有會死亡的牌時感到相當害怕，總是嚷嚷著不想玩，後才得知會表現出激動害怕的樣子是因為神罰的關係。雖然嘴上不斷說著對不起，卻因自身忍受不了神罰而將有可能會死的神罰牌設計給明石抽。
- 在遊戲期間非自己相關的回合時說出自己的夢想同時也是遺言，並且相信明石會在成為神之後救活自己以及全部人，但在說完後遭到神罰，此時才得知為了保護以及避免責任感強烈的明石可能會尋死，而一直保留著計時炸彈的神罰牌倒數完畢而受神罰處死，成為神罰抽鬼牌的第三名死者。
- 被瑪娜稱為「關鍵人物偽娘」。

東濱佑
生死情況：死亡（神之子）
- 智商180的天才，戴眼鏡，日本智商最前面2%的人才允許加入的「達‧芬奇」的成員(劇中虛構組織)。
- 從出生沒多久就被發現是天才，連親生父母都無法理解為何會生出如此高智商的小孩，認為世界上充滿著許多愚蠢的人。因從小到大，一切都在自己控制中而對生活感到無聊。曾經與青山同在第41箱中，覺得熱血的青山是笨蛋。
- 對明石的舉動感到不解，刻意設計隊友企圖使明石崩潰，後因明石出乎意料的舉動反而使自己被搞得混亂，在最後關頭得解出有事情不受控制才是自己生命的意義，為了不讓世界上唯一使自己被搞得混亂且無法控制的明石死亡而選擇犧牲自己。

安千夏
生死情況：死亡（神之子）
- 波霸，戴眼鏡，遊戲中要打電子遊樂器才會冷靜。在格子跳一關中與東濱佑皆迅速了解規則並突破到前線，但在遊戲尾聲被東濱佑設計，因明石無心中的幫助反而被害死。

時東秀樹
生死情況：死亡（神之子）
白川馬皿
生死情況：死亡（神之子）
宇治原才
生死情況：死亡（神之子）
高梨金太
生死情況：死亡（神之子）
- 在空中格子跳接近尾聲的時候，因獲勝的名額逐漸減少，用撞球桿將別人推出場外的做法來排除競爭者。在攻擊紫村時被明石阻撓，但也因被明石阻撓而藉機搶走原本屬於明石通關的機會。在地獄變中，假裝與明石合作，在明石想到過關方法後試圖搶先過關，但因規則關係反而誤入陷阱死亡。

#### 「天邪鬼迷宮」登場人物
子門隼人
生死情況：死亡（神之子）
- 與青山和東濱同一箱的神之子，原本是平頭，再次登場頭髮留長。在地獄變開始後即遇上明石，並向明石訴說青山在通關的情形，認為青山是個好領袖，但因越說越遠且過於冗長的情況下在還沒說完就被新遊戲打斷。在天邪鬼迷宮中誤入陷阱死亡。

朽木豊
生死情況：死亡（神之子）
- 與高梨金太以及明石在天邪鬼迷宮中相遇，在還沒搞懂規則的情況下就隨意嘗試破關而誤入陷阱死亡。

#### 「三國警察捉小偷」登場人物
此遊戲在開始前共有3600人參加，中途加入3人，在遊戲結束時生存者剩下59人，瑪娜在遊戲結束時，依照自己的判斷挑選了13名在遊戲中表現傑出的玩家參與最後的選別遊戲，其餘46名生存者直接被處死
里利
生死情況：死亡
- 「三國警察捉小偷」篇登場。太陽之國幹部「六糞野郎（Son of Six）」成員，也是太陽之國的國王。
- 有著劇中最強的肉體和戰鬥能力，同時也富有哲理，信念與明石類似，都是為了夥伴而想活下去，唯一不同的之處即明石是不希望任何人犧牲，而里利是犧牲別人。利基希地區的少年部隊殘存者。原名肌肉垃圾男孩，由於背後燒傷酷似百合花，被大人們戲稱為里利（Lily）。
- 多次擊敗天谷，也多次成功抵抗其他兩國戰鬥員的聯手攻擊，但因夥伴先後死亡，認為自己也沒有生存的價值，信念逐漸動搖，後因體力不支而被打到在地，曾一度放棄抵抗。但在被逮捕前想起和同伴的回憶，犧牲了右手手掌而避過逮捕，最後因星之國國王法托瑪被處死而得以活了下來。
- 最後的選別遊戲「抽鬼牌」13名參與者，撲克編號為「K」。在三國警察捉小偷時犧牲了右手，認為自己心中有些東西已經死了，因此在神罰抽鬼牌開始後，就決定放棄互相殘殺的念頭並協助其他參加者。當歐斯梅斯殺死伊帕涅瑪後，勸導他不要再殘殺其他參加者。一度被懷疑是故意示好，但再次自白後放棄主動選牌的權利才獲得眾人信任。在歐斯梅斯殺死梅爾特後與其理論，其間被神磨指出自己已經變成了一個無聊的人，最終與歐斯梅斯理論失敗，正式與其決裂。在歐希梅斯死亡後向大家說出要為自己所做過的事贖罪。後承認天谷有成為神的資格，而且是一名破壞神。
- 在瞬和神磨死亡後，重新分配手牌時被分配到「被抽到就會死」，之後因爲看見明石和丑三能夠互相信賴對方而再次為自己所做過的一切感到後悔，接著便和他們商量如何公平地完結遊戲。最後在明石抽牌的那回合中讓他抽到「被抽到就會死」而讓他湊成一對可以突破選別遊戲，雖然明石一度打算放棄完成遊戲，但因為丑三持有神罰同步的牌，一旦被丑三抽走自己的手牌三人最後會一同死亡，結果成功讓明石丟出所有手牌使其成為神，並與丑三公平地進行最後的一對一抽鬼牌。雖然畫面並沒有帶到，但最後是由丑三被傳送到神的教室，藉此可知里利已經被淘汰死亡。
- 被瑪娜稱為「在最後的最後讓人看到其執念的王中之王」。

米開朗基羅/米克
生死情況：死亡
- 「三國警察捉小偷」篇登場。太陽之國幹部「六糞野郎（Son of Six）」成員。總是瞇瞇眼。戰鬥能力強，武器是腳上的鞋子，能替換各種刀類武器，可以用花式腿招將人體砍傷甚至砍斷，還一度踢穿天花板。
- 利基希地區的少年部隊殘存者。在太陽之國的牢房將背叛的八重腰斬殺害，在準備殺害夏川時因天谷的突然出現而被逼退，被天谷認定是強者而展開戰鬥，但米克明顯不敵天谷，慘被打成瀕死重傷，後與里利對話沒多久就重傷死亡。

蒲公英
生死情況：死亡
- 「三國警察捉小偷」篇登場。太陽之國幹部「六糞野郎（Son of Six）」成員。將天才妙老爹的掃地爺爺口頭禪掛在嘴上。武器是巨大的鐮刀，能將敵人直接砍成兩半。利基希地區的少年部隊殘存者。率領太陽之國成員屠殺其他兩國的人，被真田送進地牢處刑死亡。

Ｃ‧Ｂ
生死情況：死亡
- 「三國警察捉小偷」篇登場。太陽之國幹部「六糞野郎（Son of Six）」成員。在過去曾被地雷炸傷，被里利救出，因此左手與雙腳是金屬義肢。武器即是義肢，用金屬義肢可將敵人身體打穿。
- 利基希地區的少年部隊殘存者。率領太陽之國成員屠殺其他兩國的人，在丑三闖進遊戲時和歐斯梅斯與其對峙，最終被丑三用戲謔擊殺。

歐斯梅斯
生死情況：死亡
- 「三國警察捉小偷」篇登場。太陽之國幹部「六糞野郎（Son of Six）」成員。臉上畫有♂與♀標記，可與Ｃ‧Ｂ合體。沒有專屬武器，但力氣很大，可以直接用手捏爆人頭，也擅長心理戰。在地獄變的選別遊戲中表現出色，於三國警察捉小偷先後逮捕過月之國國王明石和星之國國王法多瑪，於神罰抽鬼牌第一回合先後殺死紫村和伊帕涅瑪。
- 利基希地區的少年部隊殘存者。率領太陽之國成員屠殺其他兩國的人，主張三國是一場戰爭，並呼應國民以殺死敵人而不是只捉住敵人。在先鋒部隊即將要滅時殺死逃兵，後再與Ｃ‧Ｂ合體後大殺四方，在丑三闖進遊戲時和Ｃ‧Ｂ與其對峙，雖然最終被丑三用戲謔擊至重傷，但隨後暗中一人追蹤法多瑪，最後在梅爾特面前用武器貫穿法多瑪的腹部，並將她逮捕，令她被處死。
- 最後的選別遊戲「抽鬼牌」13名參與者，撲克編號為「Q」。在「抽鬼牌」開局第一輪的第一回合中先故意令紫村抽到死亡神罰牌而令其死亡，並在第一輪最後一回合以擅長的心理戰觀察伊帕涅瑪的破綻而成功將其殺死，揚言成為神的將會是里利而不願意與里利以外的參加者合作。但因為里利放棄殺戮而對他感到憤怒，並指會用自己的方式喚醒里利的殺意。在遊戲期間向大家表明自己只要將手上的成功集齊一對的牌丟出來就能離開遊戲，但卻為了留在遊戲殺死其他參與者而故意不將兩組集齊一對的鬼牌丟出來。順序更變後，梅爾特抽牌前出言挑釁，被梅特爾抽走了「被人抽到你就死」的神罰牌，因持有鬼牌而沒有受到神罰的處份，才表示自己三番兩次的出言挑釁眾人以及梅爾特，是為了激起梅爾特的復仇心，以及故意露出失誤令他抽走神罰牌導致其增加死亡風險，在下次更變順序時，抽走了前一輪故意給梅特爾的「被人抽到你就死」的神罰牌，殺死梅特爾，到目前為止已經殺死了身旁共三名玩家。在殺死梅爾特後與里利理論，最終對里利徹底失望而捨棄「六糞野郎」的約定決定要令自己成為神，正式與里利決裂。在被阿魯夫抽走Joker的卡牌後相當憤怒，但認為手中還有可以防止抽中「抽到你就死」的透視卡而不怕死，因此中計而抽走了明石交給丑三的「計時炸彈」的神罰牌而死。
- 被瑪娜稱為「決定性的最後一擊的Q」。

噗
生死情況：死亡
- 「三國警察捉小偷」篇登場。太陽之國幹部「六糞野郎（Son of Six）」成員。戰鬥能力不明，太陽國的智囊。
- 利基希地區的少年部隊殘存者。有著中國臉孔的性感女人，身材很好。率太陽國偵訊部隊占領三防禦塔，並引誘月之國的人掉入陷阱，在認為己方將獲勝並做出勝利宣言時，遭到瞬闖進遊戲的衝擊炸死。

法托瑪‧卡爾卡萬
生死情況：死亡
- 「三國警察捉小偷」篇登場。星之國的國王。
- 能夠創作「召喚死亡的預知畫」，是一名有預言能力的高中生，但心智年齡極低，無法與人正常溝通。
- 家族遺傳皆擁有預言能力，但法托瑪的能力是近百年來最精準的。從小就喜歡畫畫，一有靈感會便會作出一幅畫來，並不知道自己的畫有預言能力，只照著靈感來畫而已，預言的畫如果照著畫中的做會帶來死亡。
- 遊戲期間一直被別人保護，且多次的預言皆有實現(明石錯失一次)，導致自己那方從頭到尾皆為弱勢，更在最後預言了自己的死亡，最後關頭在哥哥梅爾特面前被歐斯梅斯逮捕並被處刑而死，導致星之國全部成員皆死亡。

漢娜‧菲力克斯
生死情況：死亡
職務：鎖匠
- 「三國警察捉小偷」篇登場。月之國的成員。馬戲團的空中飛人。金髮，巨乳。個性開朗，愛開玩笑，但在杰克死亡後變得沉穩冷靜。
- 初登場是在三國的教室座位，即對遲到的明石一行人示好。身手矯捷，力氣也很大，能將明石往上拋，兩度解救明石的危機。在星月聯盟尚未形成前，曾與傑克聯手對抗並擊敗星之國的多名戰鬥團幹部。在該關遊戲結束時，感謝前來支援的場外三人組，也感謝被牽連而死亡的真田幸男。
- 最後的選別遊戲「抽鬼牌」13名參與者，撲克編號為「8」。在「抽鬼牌」的第一回合遭受許多不致於死的懲罰(搔癢狠抓乳房、親吻、不能發出聲音)。由於明石接手了定時炸彈的神罰牌，在輪到自己抽牌時，內心一度懷疑過明石的信任。在此次遊戲中，除了一張KISS的神罰牌被天馬游誤抽以外，完全沒有將任何有神罰效果的牌給別人抽到，是一名相當配合的玩家。在天谷武成為神之後的那一回合中，從神磨那抽到了說出自己的夢想的神罰牌，在倒數時間到前說出自己的夢想「依照自己想要的方式活下去」，因同時觸發了「持有期間發出聲音就會死」而遭到神罰而死。
- 被瑪娜稱為「在三國兵捉賊的後期擔當了重要角色」。

杰克
生死情況：死亡
職務：狙擊手
- 「三國警察捉小偷」篇登場。月之國的成員。馬戲團的小丑，漢娜的合作夥伴。實力不凡，有相當厲害的狙擊能力，為了救漢娜，將遺言託付給真田幸雄後獨自留下與其他人戰鬥，後死於太陽之國三位幹部的手下。

梅爾特‧卡爾卡萬
生死情況：死亡
職務：狙擊手
- 「三國警察捉小偷」篇登場。月之國的成員。法托瑪的哥哥，獨來獨往，不屑明石的指揮，戰鬥能力強，在明石被太陽國捉住期間，曾一人闖進敵方陣營營救，但遭到米開朗基羅擊敗並關進地牢。能鮮讀法多瑪的預知畫，在星月聯盟皆以為要照著畫中做的時候，告知預言畫會帶來死亡。
- 小時候被定位為法多瑪的附屬品，故懷恨在心，誓要殺死她，在殺戳期間看到她的「手牽手」的預知畫，才得他在妹妹心中的定位而放棄念頭，但在最後關頭親眼看見法多瑪被歐斯梅斯殺死，因而對歐斯梅斯怨恨在心。
- 最後的選別遊戲「抽鬼牌」13名參與者，撲克編號為「2」。注意到之前伊帕涅瑪受到神罰死亡時的血濺在「被人抽到你就死」的鬼牌上，而此牌已被歐斯梅斯抽走，在順序改變後，開始計畫殺死歐斯梅斯為法多瑪報仇，其後更因歐斯梅斯的故意挑釁而抽走了有著伊帕涅瑪血跡的那張「被人抽到你就死」的神罰牌，後非常驚訝歐斯梅斯沒有受到神罰的處份，並被指出是利用了復仇心而被歐斯梅斯反將一軍，使梅爾特踏進死亡的邊緣。最終在第二次順序改變後從二分之一的機率中被歐斯梅斯抽走該張神罰牌，激動地衝向歐斯梅斯的座位向其洩憤但失敗，結果未能為法托瑪復仇而死。
- 被瑪娜稱為「離星之王一步之遙的努力獎」。

伊帕涅瑪
生死情況：死亡
職務：間諜
- 「三國警察捉小偷」篇登場。印人。月之國的成員兼智囊。在明石被捉住期間擔綱總指揮，清楚的分析當前的情況並分配月之國的戰力。
- 率兵前往支援其中一座防禦塔時，遭到太陽國女幹部噗的設計，發現先行部隊已經重傷全被押為人質，且遭到太陽國前後包圍，在一度面臨全軍覆沒的情況下被瞬從遊戲外闖入而造成的衝擊波解救。
- 最後的選別遊戲「抽鬼牌」13名參與者，撲克編號為「4」。在「神罰抽鬼牌」的第一回合與歐斯梅斯對決中被其看穿心理破綻而被其抽走「被人抽到你就死」而遭到神罰死亡，成為神罰抽鬼牌的第二名死者。
- 被瑪娜稱為「高意識系精計師」。

「不擇手段的」穆斯塔法
生死情況：死亡
- 「三國警察捉小偷」篇登場。星星之國幹部「幹部4（FOUR）」智囊團成員。
- 起初拒絕王已被逮捕的月之國所提議的星月聯盟，但因太陽國的奇襲而同意。在準備逃跑時，為了掩護星之國王法托瑪逃跑而戰鬥，因戰鬥能力低，而瞬間遭到歐斯梅斯與Ｃ‧Ｂ的合體攻擊而慘死。

「想要去看海的」班巴巴
生死情況：死亡
- 「三國警察捉小偷」篇登場。星星之國幹部「幹部4（FOUR）」智囊團成員。
- 起初拒絕王已被逮捕的月之國所提議的星月聯盟，但因太陽國的奇襲而同意。在準備逃跑時，為了掩護星之國王法托瑪逃跑而戰鬥，因戰鬥能力低，而瞬間遭到歐斯梅斯與Ｃ‧Ｂ的合體攻擊而慘死。

「冷酷的刀刃」芬查
生死情況：死亡
- 「三國警察捉小偷」篇登場。星星之國幹部「幹部4（FOUR）」智囊團成員。
- 起初拒絕王已被逮捕的月之國所提議的星月聯盟，但因太陽國的奇襲而同意。在準備逃跑時，為了掩護星之國王法托瑪逃跑而戰鬥，因戰鬥能力低，而瞬間遭到歐斯梅斯與Ｃ‧Ｂ的合體攻擊而慘死。

「就是開朗」史蒂夫
生死情況：死亡
- 「三國警察捉小偷」篇登場。星星之國幹部「幹部4（FOUR）」智囊團成員。負責照料法托瑪。
- 起初拒絕王已被逮捕的月之國所提議的星月聯盟，但因太陽國的奇襲而同意。在準備逃跑時，為了掩護星之國王法托瑪逃跑而戰鬥，因戰鬥能力低，而瞬間遭到歐斯梅斯與Ｃ‧Ｂ的合體攻擊而慘死。

阿魯夫．Ｅ
生死情況：死亡
- 在「三國警察捉小偷」篇登場。為太陽國的獄警，看守一度被監禁的明石，在獄警三人組中算是較有警戒心的，在此輪遊戲結束因表現更好的玩家皆死亡，因而補上瑪娜的存活名單。
- 最後的選別遊戲「抽鬼牌」13名參與者，撲克編號為「3」。雖然是太陽國的成員，但理念與改變前的里利和打算將所有參與者殺死的歐斯梅斯不同，遊戲期間一直協助其他參與者。在梅爾特死亡後，抽走了歐斯梅斯一直手持的鬼牌，間接幫助明石和丑三將其打敗。在歐希梅斯死亡後向大家說出如果自己勝出遊戲的話跟明石一樣要創造出和平的世界，但認為有些人例如天谷不應該被復活。之後手中的「抽到此卡的人用力彈原持有者」被天谷抽走，被其用盡全力彈了額頭，連同身後的神罰座位也遭到撞壞，最終因為受傷暈掉沒能達成「持有期間你不能保持興奮的行為就死」而遭神罰處死。

### 日本的神之子一覧
| 神之子 1～36箱                                       |
| ---------------------------------------------------- |
| 1 天谷武 高畑瞬 秋元市佳 真田幸男 秋本克里斯健人     |
| 2 牛尾隆 橘香里 三木吉郎                             |
| 3 村田恵美子 小坂太一                                |
| 4 内山田雅俊                                         |
| 5 六平治 江口真理奈 真中杏里                         |
| 6 藤雅矢 多田野平太 大塚真希                         |
| 7 小柳和美                                           |
| 8 木下瑠璃 市原健人 牧宗太郎                         |
| 9 小田嶋沙絵 渡辺一輝                                |
| 10 諸岡聡 内村良平 長田未来 基岡道夫                 |
| 11 志田康平 久慈亜理須                               |
| 12 宮本聖也 木内有紀 香坂騎士                        |
| 13 影裏章太 冠城敬宏 大熊正史 平野道生               |
| 14 柏原唯 鈴木友子 大内美空                          |
| 15 財前留人 上村幸成 宇佐美一 米田夢亜理             |
| 16 椎名崇 清水良子                                   |
| 17 江尻保 竹内譲二                                   |
| 18 野呂三佳 吉竹綾波 和田健 上大達也                 |
| 19 篠原仁 久田ゆい 寺内克也                          |
| 20 添田竜馬 国分千佳 綾瀬若菜 聖沢達樹               |
| 21 岡創司 淡島史絵                                   |
| 22 松本大成                                          |
| 23 克田由伸 蔵野秀樹 模原ローレン                    |
| 24 福永香里奈 戸叶六助 梶原皐月 奥田真麻             |
| 25 月島颯太 西園寺麗奈 梅村千智                      |
| 26 大神志乃 早川加奈子                               |
| 27 小野力 高波春馬 後藤桃香                          |
| 28 唐沢昌太 和田茉莉子                               |
| 29 浦部美幸 桃谷憲一                                 |
| 30 国生忠 真壁清春 実松麟太郎                        |
| 31 石川唯 持田鈴香 塩見徹 吉瀬美穂 串田寧々 黒木耕二 |
| 32 加藤真理子 野坂藍 東野アキラ 平井響子             |
| 33 森岡敏行 平本圭 灰田剛志 笹井蓮                   |
| 34 上地吾郎 板東純子 松木静                          |
| 35 服部一二三 小塚淳 満島蘭 今井晴奈                 |
| 36 向田恵達 天地マリエ 仲本みう                      |

| 神之子 37～72箱                                          |
| -------------------------------------------------------- |
| 37 市岡ひばり 根津新太 十勝あずさ 萬田将大               |
| 38 新庄千尋                                              |
| 39 牛島誠一                                              |
| 40 伊坂淳子 田辺圭祐                                     |
| 41 青山仙一 東浜佑 子門隼人                              |
| 42 九条天 隅田星蘭 浜中不二夫 川中島愛 本木月彦          |
| 43 下園哲 木島康裕                                       |
| 44 中舘水樹 落合美麗 八田三平 神谷奈央 水家ひとみ        |
| 45 阿部秀人                                              |
| 46 本多忍 田中成佳                                       |
| 47 野一色隆浩 横井翔 田村奈々子                          |
| 48 道重優子 米原翼 鈴原光聖 塩田真澄 白戸一平            |
| 49 馬場マリア                                            |
| 50 東郷汐里 指宿習人 西条龍馬 加藤稚奈 仲村千絵 松原曜司 |
| 51 有村秋穂 半田浩太                                     |
| 52 西原孝幸 益若秀明 堂野憲吾                            |
| 53 高梨金太 松尾勉 緑川葉                                |
| 54 沼井人生 佐古田環                                     |
| 55 岡村ヒロ 北野智樹 古橋咲 水原武蔵                     |
| 56 三瀬夢留 土橋エリカ 須原紀博                          |
| 57 郷野伸行                                              |
| 58 徳田拓人                                              |
| 59 波留智太 川島宏之 町田三郎                            |
| 60 野村貞男                                              |
| 61 堺元 小出美加子 浅村隆起 久保新八                     |
| 62 酒井裕一 伊地知愛美                                   |
| 63 元木菜々 宝来純 高田伝次郎 星雷蔵                     |
| 64 安藤礼二 朽木豊 花崎あさみ 末吉漢 本郷虎次            |
| 65 香川輝星 水沼順平 鴨志田真美 仁華知世 冷水萌 風間夕夜 |
| 66 住谷克実 伊藤士道                                     |
| 67 芝直樹 武者彩 南原鉄哉                                |
| 68 宇賀冬美 北島与作 五味進 時東ジョニー秀樹             |
| 69 宇治原才 白川馬皿                                     |
| 70 平尾恵一 竹元康人 喜多栄吉 辻内舞子 帯広園子          |
| 71 阿佐美緑                                              |
| 72 片平亮 松平政高 灰藤刃 佐野文士 浅尾匠                |

| 神之子 73～108箱                                |
| ----------------------------------------------- |
| 73 神宮寺大洋 大迫学                            |
| 74 浜田千鶴                                     |
| 75 森脇敦                                       |
| 76 今野ふう子 一ノ名尚志 太平一郎 福徳陸        |
| 77 尾木丈志 大久保みなみ                        |
| 78 滝川きい 金田真央                            |
| 79 中井義一 小野寺真子 関以左無                 |
| 80 勝俣亜土夢                                   |
| 81 照喜名中 阿波連大 仲村かり一行               |
| 82 倉石春菜 佐久間光                            |
| 83 中井戸鉄馬 天堂友莉 天馬遊 小泉貴人          |
| 84 久留米琴乃                                   |
| 85 山崎邦光                                     |
| 86 藤巻丞 共田知佳                              |
| 87 入江滅火 小堺友和 比嘉静乃 歌川広史 都筑海   |
| 88 林さやか 上条亜夢                            |
| 89 権田玲央名 鬼頭イサオ 飯田輪                 |
| 90 当目階 土井万太 関川瑞穂                     |
| 91 有塚めぐる                                   |
| 92 播戸慎二 外岡紗季 千堂泉 明智岳              |
| 93 羽柴佐介 音無獏良 名取ことは 安千夏 知念久志 |
| 94 石毛真琴                                     |
| 95 椿原未唯那                                   |
| 96 高須雄大 及川怜                              |
| 97 角田幹治 中島庄二 三倉涼子 神保くらら        |
| 98 田上由希 千倉安吾 諸星銀                     |
| 99 山田元気 松野珠里 芦田行造 志村信 津田佳加   |
| 100 徳光海里 川島学人 古屋真智 塚田政尚         |
| 101 西岡まおみ 世良りょう                       |
| 102 大山将太 増山郡次 瀧覇以二 井水官太         |
| 103 桜井蝶々 九胡麻理子 林原日和 板倉双雲       |
| 104 板垣真紗 加賀見六星 俵町悟 金村智久         |
| 105 中西夏帆 太田慎助                           |
| 106 加地栄光 駿河航平 垂水一豊                  |
| 107 井村無道 渡会修平                           |
| 108 尾村茂吉 城間君彦 周防夏希 鮫島橙           |

### 遊戲管理人相關者
神小路神麿（演：中川雅也）
生死情況：死亡（神）
- 本名天神橋勝，一位出場時總是全裸的家裡蹲，在最後一輪透露出，自己原本是一位正常人，在一個下雨的平安夜出生，其父母在四歲時遇上交通意外死亡，後來得到奧平忠勝的收養而開始上學。在高中期間一直在家中繪畫漫畫，直至阿希多．瑪娜和賽‧卡米出現在神磨面前，從瑪娜那獲得了神之力，被他們要求成為神，但認為太麻煩而決定參考自己繪製的同人誌設計出不同的選別遊戲，從中選出代替他的人，因此遊戲內容跟他過去印製的同人誌有相似。
- 在神之子全部誕生後公開露面，宣稱全部的事情都是他的旨意，要求活下來的神之子必須參加「運動會」。在運動會開始時發現來參加的神之子人數只有2/3(大部分是被瑪娜借去，少數是逃走)，處死缺席者後就不予理會。
- 在處理完違規的高畑瞬與天谷武後，運動會遭瑪娜闖入並被強制改為瑪娜設計的「地獄變」，雖有抱怨，但還是同意更改，並使用神之力來屠殺世界各地的人類。
- 在最後的選別遊戲神罰抽鬼牌前，稱讚前一輪獲勝的13名參與者相當優秀，並加入遊戲中而成為第14名參與者，表示自己在最後要公平的與大家一起玩。「抽鬼牌」是由他與瑪娜一起設計的，因此知曉所有牌的種類，但說明自己並不會作弊來獲勝。在抽鬼牌最後因神罰同步的關係與瞬同時死亡，也算是實現了瞬生前弒神的夢想。

阿希多・瑪娜
生死情況：存活（神）
- 外觀為可愛小女孩。由對話得知她是賽‧卡米的姊姊，比賽・卡米早四億年出生，宣稱自己是未來的地球人，行事風格比較殘忍，表情也很兇殘，遊戲風格傾向相殺，讓玩家互相對抗來選出獲勝者。
- 認為弟弟賽‧卡米的遊戲很無聊而殺了弟弟，並重新規劃新的遊戲，稱「地獄變」是最後關卡，全世界人類的命運在於是否有人通關。
- 在天谷，明石和丑三相繼完成最終選別後給予他們「神之力」。之後因為明石問其真正的身份而回答他其實自己是創造了明石等人所生存在的地球的人類，由此推斷在該地球的所有生命都是由阿希多．瑪娜和賽・卡米所創造。
- 根據前傳得知，瑪娜本身是地球人，因未來的地球受到汙染已無法居住，經過電腦篩選後選出100人代表著希望搭乘太空船送往外太空尋找可居住行星，但在抵達行星後只留下包含瑪娜5名小孩，其餘人類皆被該星球的意識所消滅，此星球擁有主動意識同時具備了創造的超能力，但卻需要小孩的成長因子作為糧食的奇異星球，因此小孩在此星球不會成長也不會自然死亡。小孩們為了有意義的生存而創造了自己曾居住的地球，但長時間下來除了瑪娜以外的小孩皆已死亡或是恢復成地球人，只有瑪娜成為了創世神，故事大綱的世界觀也是瑪娜利用星球意識的能力所創造出的世界。

賽・卡米
生死情況：死亡（神）
- 外觀是一位小男孩，在遊戲進行間曾透漏自己是其他星球的生物。負責處理垃圾桶的缺席者，因自己篩選的神之子Jr.被搶而跟瑪娜打鬥，輸給瑪娜後在明石面前慘死。比較願意向參與遊戲的缺席者說明和給予幫助，遊戲傾向鬥智，且當挑戰失敗時屍體並不只會四分五裂，輸家的死法相當多元。
- 根據前傳得知，本體為瑪娜利用外星星球意識超能力所創造的人類，與瑪娜的DNA相同，名義上可以算是瑪娜的複製人弟弟，因本體為瑪娜所創造，所以才能由瑪娜所殺死。

育子
生死情況：存活（不明）
- 運動會的講解員，女性，身分為神磨遊戲中的NPC。全身被繩子綑綁著，雖然被綁著卻不斷喊著很舒服，雖然是神麿的部下，但能直接稱神麿的名字。

二宮金次郎
生死情況：存活（不明）
- 在日本是有名的思想家、文學家，學校常用此人物的塑像贈于詩文比賽得獎者。在第二部中負責載著全日本約1000多名缺席者前飛往「垃圾桶」，途中用光束將目擊者如小混混、歐巴桑化成一攤血水，且將拒絕參賽的缺席者都消滅。

### 其他登場人物
榎田拓海（演：大森南朋）
生死情況：存活（人類）
- 第一部只是極度不孝，還說要拯救世界的旁觀者，事件發生後持續關注消息。在神小路神麿現身後，找出珍藏的三本神小路神麿所撰寫的同人誌，並發現內容與殺人遊戲如出一轍。後找上在電視節目胡說八道的奧平忠勝，兩人前去神小路神麿住所(時點與「空中跳房子」遊戲結束同步)，遇見穿著怪異服裝的瑪娜，緊接著神小路神麿公寓爆炸，在第壹部最後一回生死未卜。
- 第貳部道出拓海是當初唯一拒絕參與遊戲仍活著的留級生NEET倖存者，電視記者小森靖子想採訪，發現拓海腦內被邀請參加遊戲的記憶已經被刪除。後在進行神罰抽鬼牌時，畫面帶到兩人皆存活。因全世界的人類皆已被牽扯進地獄變的遊戲當中，所以與奧平忠勝兩人即便從爆炸中逃過死劫，但也處於怪物的追殺當中。

奥平忠勝（演：佐藤佐吉）
生死情況：存活（人類）
- 電視台的特別來賓，造型特別且誇張，不斷聲稱外星人來襲，疑似知道目前世界上發生的恐怖襲擊內幕。後得知是神磨的叔叔，在神磨父母死後收養神磨，曾試圖讓神磨融入社會但失敗，後雙方斷絕關係不再來往。
- 認識過去的神麿，與拓海商談後決定前往神磨的住所，但遭到瑪娜引發到爆炸波及，生死未卜。後在進行神罰抽鬼牌時，畫面帶到兩人皆存活，奧平忠勝被炸斷雙腿。因全世界的人類皆已被牽扯進地獄變的遊戲當中，所以與拓海兩人即便從爆炸中逃過死劫，但也處於怪物的追殺當中。

瞬的母親（演：高島禮子）（通稱）
生死情況：不明（人類）
丈夫已經過世，認為瞬是自己的活下來的精神支柱，因此在瞬要前往運動會時加予阻止，但還是在瞬出發前幫忙縫好名牌。在瑪娜以及神麿在世界各地召喚出怪物後生死未卜。
拓海的母親（演：池谷信江）（通稱）
生死情況：不明（人類）
丈夫及丈夫的父母都已經過世，是拓海唯一的親人，對拓海百依百順，因此拓海認為即使啃老當尼特族也不能害母親孤獨一人。在瑪娜以及神麿在世界各地召喚出怪物後生死未卜。
克里斯的母親（通稱）
生死情況：不明（人類）
- 曾在第一箱神之子誕生前，在箱子面前呼喊兒子的名字。在瑪娜以及神麿在世界各地召喚出怪物後生死未卜。

小森靖子
生死情況：存活（人類）
- 追蹤神之子事件的記者，初登場於強行採訪拓海之時。搭電車時巧遇八重、夏川芽紅，聽到兩人正在談論神麿的同人誌運動會遊戲，搭話追問並稱是明石的母親。稱呼明石純一郎前輩。
- 由於對明石靖人的父親相當熟悉，加上明石的名字當中與小森靖子有共同的「靖」字，推斷應是明石純一郎的前妻，也就是明石靖人的親生母親。
- 在瑪娜以及神麿在世界各地召喚出怪物後生死未卜。後在進行神罰抽鬼牌時，畫面帶到與明石純一郎一起開車逃跑當中，並遇上遭到怪物追擊的奧平忠勝與榎田拓海，幫住兩人上車後一起逃跑。

明石純一郎
生死情況：存活（人類）
- 已離婚。明石靖人的父親，獨自帶大明石。工作時會變成不一樣的臉孔，在世界相繼發生恐怖事件後一直擔心著兒子的下落，但因工作關係必須時常恢復成工作的臉，有著強烈的正義感，也讓明石遺傳其個性。
- 在瑪娜以及神麿在世界各地召喚出怪物後生死未卜，最後身影是在辦案時後方有怪物偷偷靠近。後在進行神罰抽鬼牌時，畫面帶到與小森靖子一起開車逃跑當中，並遇上遭到怪物追擊的奧平忠勝與榎田拓海，幫住兩人上車後一起逃跑。

六手進一
生死情況：病死（人類）
- 醜三第一個的摯友。決定要過心跳不已的生活。與醜三同高一時，讀半年，後雖受到醜三鼓勵，但開刀進行手術仍逃不過一死。

### 遊戲試煉登場考官

#### 出席者（第壹部）
學校出場人物
- 不倒翁（聲：トミーズ）
- 招財貓（聲：前田敦子）

醫院出場考官（電影為「正立方體」內）
- 木芥子 太郎（聲：肥後克広）
- 木芥子 健一（聲：上島竜兵）
- 木芥子 花子（聲：達依久子）
- 木芥子 明美（聲：柳沢三千代）（電影才有出場）
- 惡魔木芥子（聲：寺門ジモン）

「正立方體」內出場考官
- 尿尿小童
- 浦島太郎

真人電影原創考官
- 三文魚（聲：渡辺哲）
- 白熊（聲：山崎努）
- 大・極小 俄羅斯套娃（聲：水田山葵）
- 中・小 俄羅斯套娃（聲：小櫻悅子）

#### 缺席者（第貳部）
「打倒鬼」出場考官
- 暖呼呼
- 冰涼涼
- 閃亮亮
- 臭摸摸
- 小不點

「聖誕禮物」出場考官
- 不見猴
- 不聞猴
- 不言猴

「學校的七×七不可思議」出場考官
- 廁所的花子
- 紫婆婆
- 寅虎
- 小孩停不下來
- 命運之人
- 人體藝術 ...等日本故事鬼怪

「神之子Jr.課程」出場考官
- 金島為金太郎
- 隨時間不斷進化的熊
- 桃島為桃太郎
- 吃下丸子會變身的狗雞猿

「空中跳房子」出場考官
- 稻草人
- 巨型烏鴉

「地獄變」出場考官
- 天邪鬼
- 世界各地的吉祥物

## 遊戲試煉

### 出席者的試煉（第壹部）
第1遊戲「達摩不倒翁」
123木頭人
在可以動的時候按下不倒翁的按鈕(手段不限、通關後複數人存活時則殺死按下者以外的人)
第2遊戲「招財貓」
掛鈴鐺
穿上老鼠裝替招財貓掛鈴鐺(招財貓會追逐穿著老鼠裝的玩家，但不穿上即無法聽懂招財貓所述之提示“幫忙抓背即會犯睏“）
第3遊戲「木芥子」
一起來玩遊戲吧(若沒積極表示想玩則會直接被爆頭)
在唱完歌時猜中後方的芥子×死亡跳繩(跟夥伴在兩個芥子面前完成四人跳繩100下)
第4遊戲 「尿尿小童」
拔 河
7人為一組在尿尿小童兩側與另一組對決
第5遊戲「浦島太郎」
運 氣
抽到浦島太郎手中獲勝的籤
第6遊戲「運動會」
完成神麿準備的競賽項目

### 缺席者的試煉（第貳部）
「垃圾桶學園」
初次試験「撒豆驅鬼」
鬼抓人
用大豆殺死五隻鬼
二次試験「聖誕禮物」
取沙子×搶椅子×翻花繩
取沙子得矇眼取出超過100G的沙子直到別組隊伍旗幟倒塌
搶椅子得摀住耳朵來獲得曲子的指令
翻花繩得蓋住嘴巴禁止溝通來完成人體翻花繩
三次試験 「廁所裡的花子」
學校七×七不可思議
以上一輪各關卡獲勝者為小組分三組，三組隊伍得解決事件並以黑白棋方式來決定棋子多寡數
最終試験「猜拳」
與卡米對決且獲勝者將成為神之子
猜拳後剩餘人數從22人減為取沙子4人、搶椅子3人、翻花繩1人，共8人
「育神課程」
lesson 1「回家」
取回自己最重要且沒有生命的物體
lesson 2「討伐惡鬼」
桃太郎×金太郎
分兩組使用戲謔殺死島內全部的敵人
lesson 3「踩影子」
在不被查覺下踩到第一箱神之子的影子

### 出席者和缺席者二者的試煉
由神之子與神之子Jr.一起參加的測驗，主要是由瑪娜主導。
瑪娜在「垃圾桶」遊戲結束後，殺害賽‧卡米並結束賽‧卡米的遊戲，選出部分神之子開始新的遊戲，同時也將從賽‧卡米那裡搶來的兩位神之子Jr.(明石、紫村)加入遊戲。
「空中跳格子」
在東京鐵塔上空進行，在遊戲設定的特殊24小時(指針轉兩圈)前，找出並連續採完1-12的英文單字拼音並在對應數字出現後踩到，若數字出現但指針不對則不能踩，獲勝最多只有12人。
因在現實的高空中進行，所以是唯一直接公開，甚至可以干涉賽況的遊戲（不倒翁的學校雖有聲響被聽見，但過程似乎未被看見）。
「地獄變」
全世界的神之子與神之子Jr.全員參賽，瑪娜聲稱是最後的選別遊戲，只要有人通過地獄變中全部的關卡並觸碰到瑪娜的手指即可。
關卡1「天邪鬼迷宮」
提示為「蒐集鑰匙並找到真正的出口」，即相反的意思，不要蒐集鑰匙且回到入口。
若在各房間中以房間提示的相反即可獲勝並得到一把鑰匙，但從一開始的提示得知，回到入口後，鑰匙越多者反而越難通關，推測沒有鑰匙的人可直接通關。
關卡2「三國警察捉小偷」
三個由來自世界各地各1200名神之子組成的國家(學校)，在模擬日本東京山手線之範圍內進行兵捉賊的遊戲，三方皆有自己的學校當作基地，出校門即可到虛擬的東京街頭進行交戰。被敵方逮捕後傳送至監牢中，若未被同隊隊員救援，每6小時會進行一次行刑。若是國王遭到處決成功而死的話，另2國即可獲勝，國王死亡會直接導致該國所有成員死亡。三國分別為:月亮之國、太陽之國、星星之國，基地位置分別為新宿、池袋、秋葉原。
參者人數總共為3600+3人，遊戲結束時只剩下59名參加者，然而只有其中的13人被選中參加最後的選別遊戲，其餘46人直接被處死。
國家每人皆有警察手套、防禦背心以及通信機來進行攻防，通信機同時也可以當作雷達使用，可以顯示附近隊友的位置及身分，但敵人只會顯示位置，另外還有一張顯示卡顯示自己的職業。戴上手套觸碰到敵方人員即可逮捕敵方，被逮捕者會傳送到該國家的學校監牢囚禁(對同隊伍的人無效)，面對有穿防禦背心者，需觸碰背心背上的標誌才能逮捕，若觸碰到其他地方即觸碰者出局死亡，但規則並沒有說一定要逮捕對方，因此也可以直接動手殺死敵人。
職業有：擁有三次被觸碰機會的「士兵」、遠距離攻擊使人停止60秒的「狙擊手」、可以操作通訊塔的「通訊士」、解救被捕夥伴的「鎖匠」、可以扮裝成敵人的「間諜」、發號施令的「國王」(擁有王的能力，將手套開關開啟後，碰觸他人(不分敵我)身體任一部位皆可逮捕之)。
最初未參與地獄變的高畑瞬、天谷武和丑三清志郎，因為中途亂入遊戲而未被分派任何一個國家和職業，所以三人不受到遊戲規則的影響，即使被戴上手套的參加者觸碰到也不會被逮捕，因此對於其他參加者而言是特異的存在。
關卡3「神罰抽鬼牌」
三國遊戲結束後，由阿希多．瑪娜選擇的13人和神丸一同進行最後的選別遊戲。
規則跟普通的抽鬼牌大致相同，參加者禁止向其他參加者提供自己手牌的資訊，但可以透過其他方式告訴其他參加者應該抽哪一張手牌。而集齊一對數字的參加者可以將手牌丟出來，當手牌清空的參加者就可以「結束」遊戲，成為神。而最後手持「JOKER」的參加者為輸而死亡。
集齊一對數字丟出來的時機只有「被分配到牌的時候」和「抽到牌的時候」，當參加者死亡時手牌會被公開並按死者順次序開始再次分配牌。
鬼牌當中混有神罰的牌，參加者可能因不同神罰效果的鬼牌而受罰，最嚴重的罰為死亡。
據神丸所言這個選別遊戲的結果可以是全參加者存活甚至全參加者死亡，視乎參加者之間的互相合作和信賴。
最後選別遊戲結束後，確定有3人過關成神。
最後選別參加者
- 明石靖人（A）
- 梅爾特‧卡爾卡萬（2）
- 阿魯夫．Ｅ（3）
- 伊帕涅瑪（4）
- 天馬遊（5）
- 秋元市佳（6）
- 紫村影丸（7）
- 漢娜‧菲力克斯（8）
- 高畑瞬（9）
- 天谷武（10）
- 丑三清志郎（J）
- 歐斯梅斯（Q）
- 里利（K）
- 神小路神麿（Joker）

現時得知的神罪牌為
| ★Joker 持有期間不會受到死的神罰的影響            |
| ♠A 抽到時說出自己的夢想                          |
| ♦2 持有期間發出聲音就死                          |
| ♣3 抽到了就嘗嘗癢癢地獄30秒                      |
| ♠♥♣♦4 被人抽到你就死                             |
| ♥5 持有期間你不能保持興奮的行為就死              |
| ♠6 抽到了就將遊戲抽牌順序整個顛倒                |
| ♠♥♣♦7 抽到了就死                                 |
| ♦8 顯示所有7的牌（最強的防禦牌）                 |
| ♣9 持有期間你不能保持下巴突出就死                |
| ♦10 計時炸彈（每30回合結束的瞬間此卡持有者死亡） |
| ♥J 與前一位的人所受的其中一神罰同步              |
| ♥Q 抽走的人就和原持有者接吻                      |
| ♠K 抽到此卡的人用力彈原持有者                    |

### 神VS神VS神的最終決戰
由成為神的天谷、明石和丑三一起參與的最終決戰，為天谷使用神之力所創造的遊戲。
關卡「擲骰子」
參加者各自把神之力封入骰子中，再輪流擲骰子，根據擲出的數字來決定該回合毆打別人的次數。回合內可以任意改變毆打的對象，直到打擊次數符合擲出的骰子點數。
參加者每被打中一次會出現泡泡，越大的泡泡代表那記憶對擁有者十分重要，當泡泡破爆時就會徹底地忘記某個人，不過假如將某人的記憶分成多份，即使被打中一次都不會徹底地忘記那人。
當參加者失去對其他人所有記憶時，再被毆打的話就會連自己的記憶也會徹底地忘記，當失去自己的記憶後即使再被毆打也不會出現任何泡泡。
當計時器倒數10秒完，被打者未能站起來的話就會死亡。

## 設定
神之子
神麿在日本製造了108個正立方體箱子（實際上全世界都有），並利用遊戲屠殺全日本的高中生，最後在各個箱子中存活的數名高中生被稱為神之子，神麿稱108個箱子中共有311位神之子。每個箱的存活人數都不同，最少1人、最多達6人。
在最後選別開始時全世界的神之子合共只剩下10人(明石、丑三和紫村為神之子Jr.，不列入一般的神之子。)，通過最後選別並成為神的只剩天谷武。
天谷武在三神最終決戰敗亡，確定全世界的神之子已全數死亡。
神之子Jr.
當神麿開始進行遊戲時沒去學校的人都會被判定為缺席者，通過全部試煉的缺席者會成為神之子Jr.，被賽‧卡米要求對抗神之子。
缺席者起初共有約1000人參加，試煉結束後，只有8位成為神之子Jr.，在使用「戲謔」的課程結束後減少為5位，在最後選別開始時減少為3位，通過最後選別並成為神的只剩下明石靖人和丑三清志郎。
明石靖人在三神最終決戰失去生命跡象，丑三清志郎成為唯一倖存者，亦是全世界僅存的適齡高中生。
神之力：戲謔
由賽．卡米和其姊姊瑪娜給予的神之力，其名為「戲謔」。神小路神麿的「戲謔」由瑪娜給予，全世界發生的選別遊戲都是由神磨的「戲謔」所產生出來。垃圾桶中通過猜拳生還的八人從賽．卡米手中獲得「戲謔」之力，並要他們回到人界拿最重要的物品，藉由物品來發揮八人的「戲謔」能力，每個人的能力各有不同。分別在桃太朗鬼島和金太朗鬼島的試煉中使用出「戲謔」。
星川芽衣、巴光國、福滿重裏3人在戲謔的課程中死亡。
在神之子Jr.課程結束後，戲謔的神之力被賽‧卡米收回，賽‧卡米稱要打敗第1箱的神之子後才可以隨意使用。
在踩影子試煉結束後，賽‧卡米遭到瑪娜殺害。神之子Jr.當中的明石與紫村持有的神電話被瑪娜沒收，另外3位神之子Jr.的神電話還保留打敗神之子試煉之訊息。當神電話倒數完畢，戲謔的限制亦被解除，不過目前為止確定只有未進入地獄變的丑三可以使用戲謔。丑三的滑板在亂入三國兵捉賊時出現破損，並在打敗敵人後完全損毀，此後不曾再使用戲謔能力。夏芽和八重因為神電話的關係，而被傳送至秋元與秋本克里斯所在的地獄變內，不曾再使用戲謔能力。
- 明石之眼：由明石靖人發動的「戲謔」，有洞悉戰鬥狀況及利用足球發球的球路進行瞬移。(使用者已死，故已失傳)
- 丑三宇宙：由丑三清志郎發動的「戲謔」，滿臉微笑時可將敵人帶進自己的想像空間的星空並進行絕殺。(一度因重要物品損毀而無法使用戲謔，但使用者現已成為神，估計要再度使用也不難。)
- 餘坡之戲：由夏川芽紅發動的「戲謔」，透過髮帶讓自己著變身成某部動漫的角色，具治療能力，治癒成功後恢復。(使用者已死，故已失傳)
- 跳躍之戲：由蓬萊八重發動的「戲謔」，可獲得超強的跳躍力，且可以在空中進行三段跳。(使用者已死，故已失傳)
- 石化之戲：由紫村影丸發動的「戲謔」，能夠將自身及他人化為巨大的岩石，非常堅固，但無法移動，變身期限十分鐘。(使用者已死，故已失傳)
- 臨摹之戲：由星川芽衣發動的「戲謔」，繪畫實體化，但只對真正喜歡的事物有效，存在期限一小時。(使用者已死，故已失傳)
- 音韻之戲：由巴光國發動的「戲謔」，透過RAP的押韻憑空造出冰砲及冰屬性武器的能力。(使用者已死，故已失傳)
- 婆婆之戲：由福滿重裏發動的「戲謔」，吟唱後召喚婆婆的靈魂並以意志使用靈魂的實體。(使用者已死，故已失傳)

## 出版書籍
| 集數   | 講談社         | 講談社                 | 東立出版社     | 東立出版社             |
| 集數   | 發售日期       | ISBN                   | 發售日期       | ISBN                   |
| 第一部 | 第一部         | 第一部                 | 第一部         | 第一部                 |
| ------ | -------------- | ---------------------- | -------------- | ---------------------- |
| 1      | 2011年7月8日   | ISBN 978-4-06-384515-0 | 2013年5月22日  | ISBN 978-986-332-193-4 |
| 2      | 2011年11月9日  | ISBN 978-4-06-384575-4 | 2013年5月22日  | ISBN 978-986-332-194-1 |
| 3      | 2012年4月9日   | ISBN 978-4-06-384639-3 | 2013年8月13日  | ISBN 978-986-332-195-8 |
| 4      | 2012年8月9日   | ISBN 978-4-06-384714-7 | 2013年9月14日  | ISBN 978-986-332-196-5 |
| 5      | 2012年12月7日  | ISBN 978-4-06-384792-5 | 2013年10月18日 | ISBN 978-986-332-197-2 |
| 第二部 |                |                        |                |                        |
| 1      | 2013年4月17日  | ISBN 978-4-06-384853-3 | 2013年11月11日 | ISBN 978-986-332-976-3 |
| 2      | 2013年6月17日  | ISBN 978-4-06-384885-4 | 2013年11月11日 | ISBN 978-986-332-977-0 |
| 3      | 2013年8月16日  | ISBN 978-4-06-394919-3 | 2014年1月2日   | ISBN 978-986-337-189-2 |
| 4      | 2013年10月17日 | ISBN 978-4-06-394949-0 | 2014年2月20日  | ISBN 978-986-337-660-6 |
| 5      | 2014年1月17日  | ISBN 978-4-06-394997-1 | 2014年4月1日   | ISBN 978-986-348-228-4 |
| 6      | 2014年3月17日  | ISBN 978-4-06-395032-8 | 2014年5月14日  | ISBN 978-986-348-724-1 |
| 7      | 2014年6月17日  | ISBN 978-4-06-395108-0 | 2014年9月5日   | ISBN 978-986-365-220-5 |
| 8      | 2014年9月17日  | ISBN 978-4-06-395163-9 | 2014年11月21日 | ISBN 978-986-365-881-8 |
| 9      | 2014年11月17日 | ISBN 978-4-06-395246-9 | 2015年1月23日  | ISBN 978-986-382-352-0 |
| 10     | 2015年1月16日  | ISBN 978-4-06-395292-6 | 2015年4月3日   | ISBN 978-986-382-676-7 |
| 11     | 2015年3月17日  | ISBN 978-4-06-395350-3 | 2015年5月21日  | ISBN 978-986-431-114-9 |
| 12     | 2015年6月17日  | ISBN 978-4-06-395419-7 | 2015年8月28日  | ISBN 978-986-431-690-8 |
| 13     | 2015年8月17日  | ISBN 978-4-06-395464-7 | 2015年10月15日 | ISBN 978-986-462-076-0 |
| 14     | 2015年10月16日 | ISBN 978-4-06-395518-7 | 2015年12月25日 | ISBN 978-986-462-399-0 |
| 15     | 2015年12月17日 | ISBN 978-4-06-395562-0 | 2016年2月19日  | ISBN 978-986-462-804-9 |
| 16     | 2016年2月17日  | ISBN 978-4-06-395601-6 | 2016年4月8日   | ISBN 978-986-107-815-1 |
| 17     | 2016年5月17日  | ISBN 978-4-06-395673-3 | 2016年7月7日   | ISBN 978-986-470-419-4 |
| 18     | 2016年8月17日  | ISBN 978-4-06-395731-0 | 2016年10月31日 | ISBN 978-986-470-869-7 |
| 19     | 2016年10月17日 | ISBN 978-4-06-395781-5 | 2017年1月17日  | ISBN 978-986-482-153-2 |
| 20     | 2016年12月16日 | ISBN 978-4-06-395827-0 | 2017年3月2日   | ISBN 978-986-482-539-4 |
| 21     | 2017年2月17日  | ISBN 978-4-06-395871-3 | 2017年6月8日   | ISBN 978-986-482-801-2 |

## 電影
於2014年由東寶株式會社製作、台灣方面甲上娛樂、香港方面新映影片全面發行。

## 外部連結
- 講談社COMIC PLUS「要聽神明的話」（日語）
- 講談社COMIC PLUS「要聽神明的話二」 （页面存档备份，存于） （日語）
- 電影『要聽神明的話』官方網站（日語）